# المسيحية في اليابان
المسيحية في اليابان هي ثالث أكبر الجماعات الدينية في البلاد، وتختلف التقديرات حول نسبة المسيحيين في اليابان حيث تتراوح بين 2.3% إلى 6% في عام 2006 وذلك حسب إحصائية مؤسسة غالوب، مقارنةً بحوالي 1% عام 2000، واستنادًا إلى استطلاع عام 2006 الذي أجرته مؤسسة غالوب وجدت أن المسيحية هي الدين الأسرع انتشارًا بين الشباب الياباني. تأتي في مقدمة الطوائف المسيحية الكنائس البروتستانتية، وتليها كل من الكنيسة الرومانية الكاثوليكية والأرثوذكسية الشرقية.
التسمية اليابانيَّة للديانة المسيحيَّة هي (باليابانيَّة: キリスト، نقحرة: كريستو) نسبًة للكلمة البرتغاليَّة المسيح (بالبرتغاليَّة: Cristo). وقد وصلت المسيحية إلى اليابان بتأثير الدول الغربية والبعثات التبشيرية بدءًا من القرن السادس عشر على يد فرنسيس كسفاريوس والتي بلغت أوجها في فترة مييجي عند تحرير العقيدة في اليابان.
دخلت المسيحية إلى اليابان من قبل المستكشفين والمبشرين البرتغاليين واليسوعيين على وجه الخصوص، وأسس الكاثوليك البرتغاليين مدينة ناكاساكي، لتكون مركزًا مسيحيا مهمًا في الشرق الأقصى. خلال فترة إيدو بين القرن السادس عشر والسابع عشر تم حظر المسيحية وإضطر أتباعها إلى التخفي وممارسة الشعائر المسيحية في الخفيَّة، وبعد رفع الحظر عن المسيحية في القرن التاسع عشر مع استعراش مييجي بدأ المسيحيين الكاثوليك في الظهور للعلن من جديد، تلاه قدوم البعثات التبشيرية البروتستانتية من أجل التبشير في اليابان، والذين تكثفت أنشطتهم بعد الحرب العالمية الثانية.
في عام 2010 وصلت أعداد المسيحيين اليابانيين إلى حوالي ثلاثة ملايين نسمة، ومعظمهم يعيشون في الجزء الغربي من البلاد، حيث تركزت معظم أنشطة المبشرين خلال القرن السادس عشر. وتضم كل من مدينة طوكيو ومحافظة كاناغاوا على أكبر عدد من المسيحيين، في حين لدى محافظة ناغاساكي أعلى نسبة من المسيحيين في البلاد؛ حيث يشكلون حوالي 5.1% في عام 1996. اعتبارًا من عام 2007 هناك 32,036 كاهن وقسيس مسيحي في اليابان. وتُحظى الثقافة المسيحية بشكل عام بصورة إيجابية وشعبيَّة في اليابان. وعلى مدى القرون الأخير، أصبحت لبعض العادات والتقاليد الثقافية الغربيَّة المرتبطة أصلاً بالمسيحيَّة شعبيَّة بين العديد من اليابانيين. على سبيل المثال، بين 60% إلى 70% من حفلات الزفاف في اليابان تُقام على التقاليد المسيحية.

## تاريخ

### العصور الوسطى
حسب كين جوزيف كانت المسيحية النسطورية، أو كنيسة المشرق، موجودة في اليابان قبل وصول كسفاريوس. كما من المعروف أن أطباء مسيحيين سريان تواجدوا في بلاط الإمبراطور الياباني شومو غير أنه لا يعرف إن كان هناك نشاط تبشيري مسيحي في اليابان. قام الأسقف السرياني آدم بإدخال عدة مفاهيم مسيحية إلى تلك الترجمات من السنسكريتية إلى الصينية التي حازت على شهرة كبيرة حين انتقلت إلى اليابان وأصبحت أساس لمدرستي شينغون وتينداي البوذيتين التي يعزى إليهما نشر البوذية في الصين.

### الإرساليّات إلى اليابان

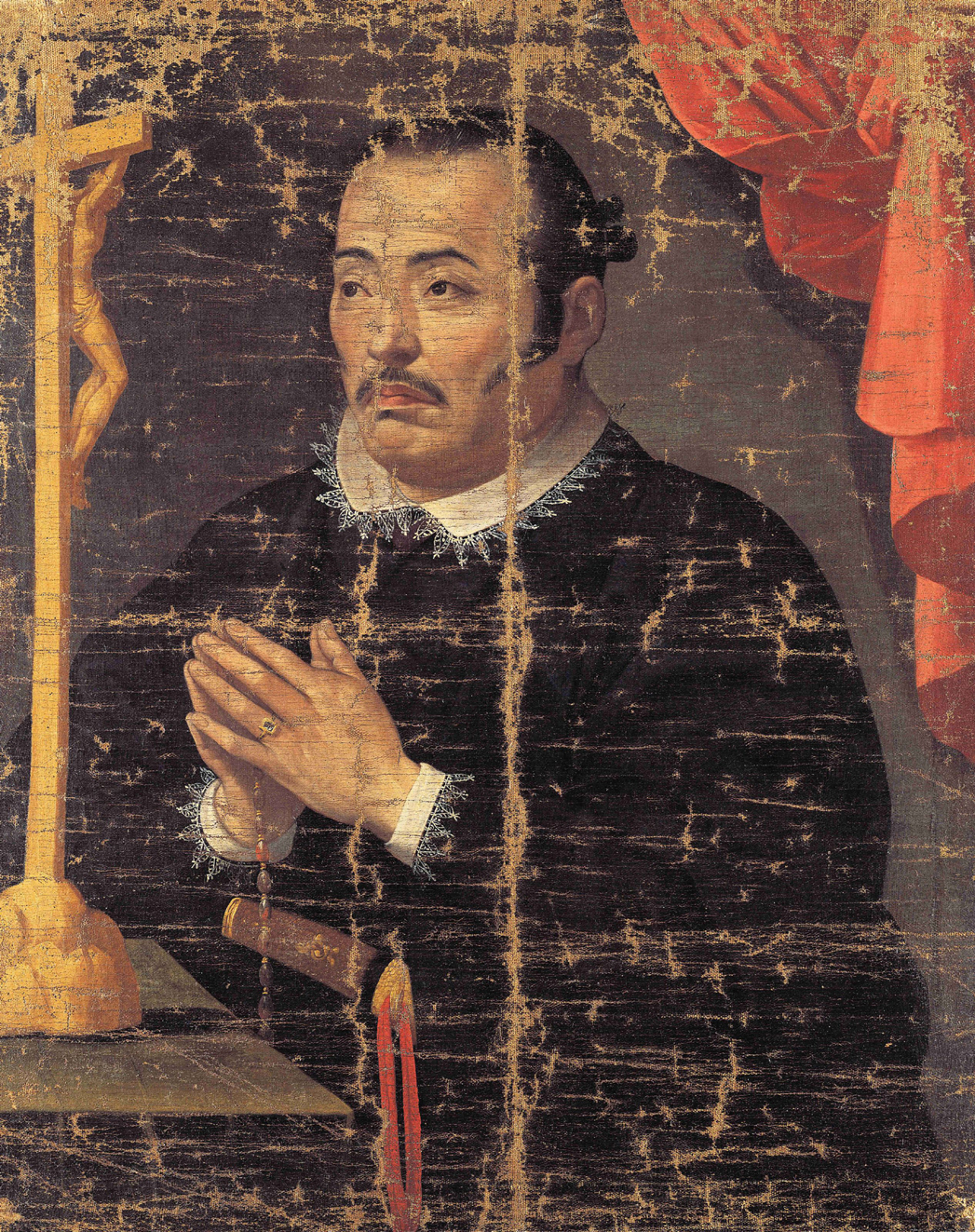
هاسيكورا تسونيناغا؛ ساموراي ياباني تحول للمسيحية عام 1615.

دخلت المسيحية إلى اليابان من قبل البعثات اليسوعية منذ عام 1549. وفي ذلك العام، وصل اليسوعيون الثلاثة فرنسيس كسفاريوس وكوزمي دي توريس وخوان فرنانديز إلى مدينة كاغوشيما في جزيرة كيوشو في 15 أغسطس. ونشط التجار البرتغاليين في كاجوشيما منذ عام 1543، وقد رحب بهم كبار الإقطاعيين من الداي-ميو المحليين لأنهم استوردوا البارود منهم. ساعد أنيجيرو، وهو ياباني تحول للمسيحية، اليسوعيين على فهم الثقافة اليابانية وترجمة أول كتاب للتعليم المسيحي للغة اليابانية. وقد نجح هؤلاء المبشرين في تحويل أعداد كبيرة من الناس في كيوشو، بما في ذلك الفلاحين والرهبان البوذيين السابقين وأفراد الطبقة المحارب. في عام 1559 بدأت البعثات المسيحية في العمل في العاصمة كيوتو. وبحلول العام التالي كانت هناك تسع كنائس، ونمت الطائفة المسيحية بثبات في عقد 1560. وكانت ناغازاكي، المدينة والميناء الي تحظى بأهمية كبيرة في اليابان أول من تأثرت بالأفكار المسيحية في عام 1560 تقريباً عندما وصلت بعثات تبشسرية من اليسوعيين من البرتغال إلى اليابان. وكانت الإمبراطورية البرتغالية حينئذ واحدة من أكبر الإمبراطوريات البحرية في العالم ولديها قواعد في كل مكان من أفريقيا إلى آسيا. وعملت البعثات على تحول السادة الإقطاعيين في المنطقة إلى المسيحية، وقد رأى بعضهم أن اعتناق دين أجنبي قد يساعدهم في تحقيق ربح تجاري بدعم من البرتغاليين. كما أن العديد من المزارعين العاملين لدى هؤلاء السادة الإقطاعيين تحولوا إلى المسيحية، وبحلول أوائل القرن السابع عشر أصبحت مدينة ناغازاكي «روما اليابان». وبحلول عام 1569 كان هناك 30,000 مسيحي وأربعين كنيسة في البلاد. بعد تحويل بعض كبار الإقطاعيين في كيوشو، حدث تعميد الجماعي للسكان المحليين، وفي عقد 1570 ارتفع عدد المسيحيين بسرعة ليصل إلى حوالي 100,000. وتم تحويل العديد المعابد البوذية إلى كنائس مسيحية.
سمحت السلطات بالتبشير المسيحي في اليابان في منتصف القرن السادس عشر. وتولى اليسوعيون نشرها، حيث قدر عدد المسيحيين اليابانيين عام 1579 بنحو مائة وثلاثين ألف شخص. واستخدم الحاكم الياباني «هيديوشي» المسيحية في صراعه الداخلي ضد البوذيين، لكنه انقلب على أتباع الدين الجديد لخوفه من تزايد النفوذ البرتغالي، فبدأت مرحلة الاضطهاد. وقد نُقل عنه قوله إنه لا يعترض على المسيحية، ولا يرى ما يجعله يسيء الظن بالمبشرين، لكنهم مع ذلك أجانب قدِموا من الخارج، ولا يحق لهم التهجم على آلهة اليابان. ومع مرور الوقت توصلت السلطات السياسية في اليابان إلى قناعة مفادها أن الانتشار السريع للمسيحية يشكل خطورة على الحكومة المركزية وبالتالي عمدت إلى قمع هذا الدين، وعملت على اجتثاث المسيحية، والتخلص أيضاً من الأجانب باعتبارهم يمثلون تهديداً سياسياً لأمن الدولة. وفي وقت متأخر من القرن السادس عشر تم إعدام 26 مبشراً أجنبياً صلباً في مدينة ناغازاكي، الأمر الذي مثل بداية حملة اضطهاد استمرت لفترة طويلة ضد المسيحيين.
بحلول نهاية القرن السادس عشر، أصبحت البعثة اليابانية أكبر تجمع مسيحي في الدول التي لم تكن تحت حكم قوة أوروبية، وفي ذروة المسيحية في مدينة ناغازاكي كان بها نصف مليون شخص يعرّفون أنفسهم كمسيحيين. وتم التأكيد على تفرد المجتمع من قبل اليساندرو فالينانو منذ عام 1582، الذي شجع على معرفة أعمق للثقافة اليابانية. وكانت اليابان آنذاك البلد الوحيد في الشرق الأقصى الذي كان جميع أفراد الرهبانيات من السكان المحليين، كما كان الحال في البعثات المسيحية في المكسيك أو البيرو أو البرازيل أو الفلبين أو الهند، على الرغم من وجود نخبة استعمارية. عاش معظم المسيحيين اليابانيين في كيوشو، ولكن أصبحت المسيحية ظاهرة إقليمية ولها تأثير وطني. وبحلول نهاية القرن السادس عشر كان من الممكن العثور على الناس المُعّمدين في كل مقاطعات اليابان تقريبًا، وكان المجتمع المسيحي الياباني منظم بشكل كبير. ولعبت الجهود التبشيرية وغيرها من أعمال اليسوعيين، بين القرن السادس عشر والسابع عشر دورًا هامًا في مواصلة نقل المعرفة والعلوم والثقافة بين اليابان والغرب، وأثرت على الثقافة المسيحية في المجتمع الياباني اليوم.

### الاضطهادات

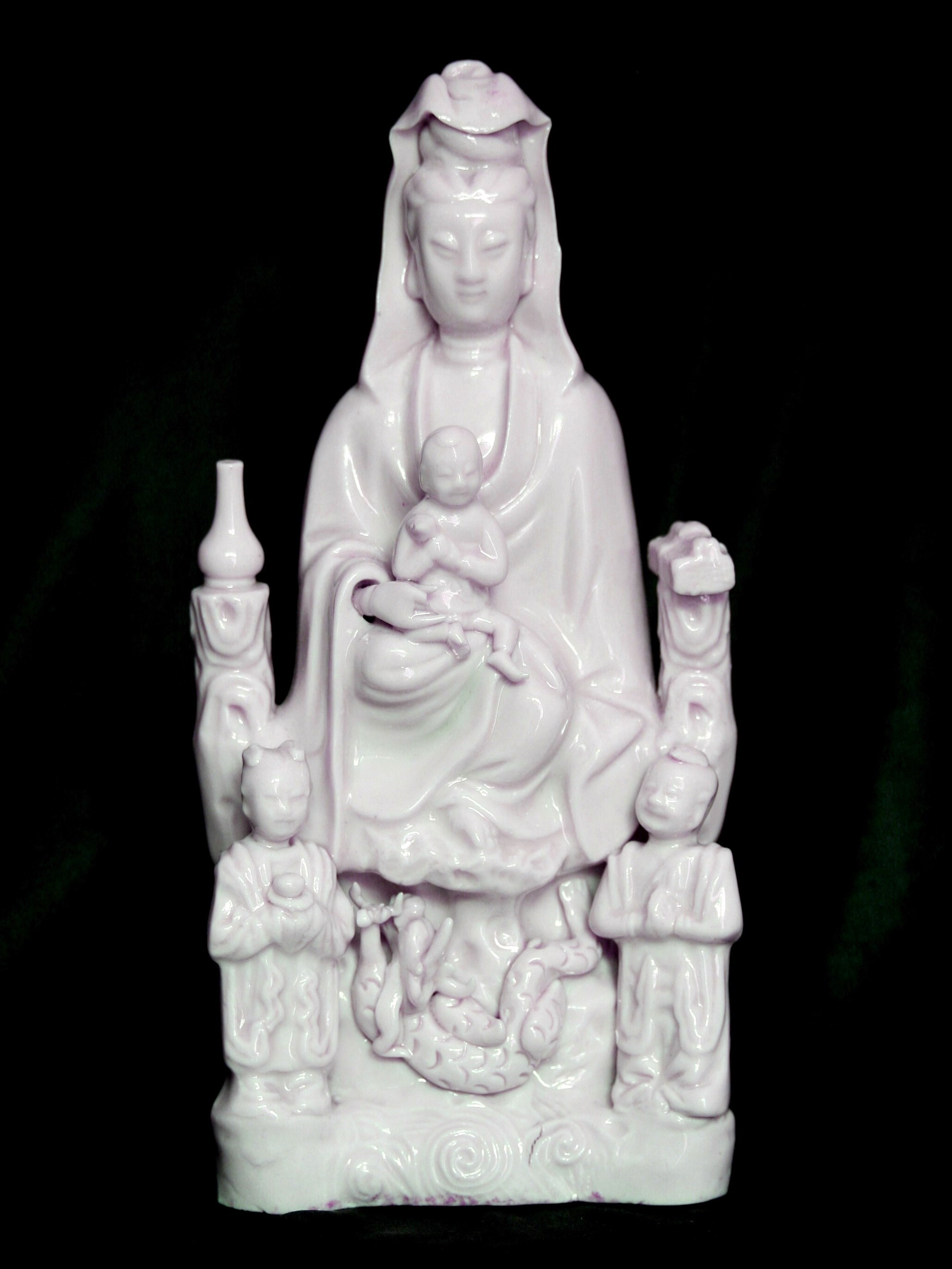
تمثال العذراء والمسيح على شكل بوذي، فلقد مارس المسيحيين الخفيين المسيحية بشكل سرّي خلال عصر شوغونية توكوغاوا.

أثناء القرن السّادس عشر، وصل البلاد تُجّار من البرتغال وهولندا وإنجلترا وإسبانيا، كما بدأ نشاط الدعاة المسيحيّون في نفس الفترة. في عام 1594 تأسست الجامعة الكاثوليكيَّة كلية القديس بولس في ماكاو (بالبرتغاليَّة: Colégio de São Paulo) من قبل الرهبان اليسوعيين لخدمة البرتغاليين تحت معاهدة بادرودو. وهي تعتبر الجامعة الغربيَّة الأولى في شرق آسيا. وكانت الكلية قاعدة للمبشرين اليسوعيين المسافرين إلى الصين واليابان وشرق آسيا، وتطورت مع اختلاط التجارة بين ماكاو وناغازاكي حتى عام 1645. أثناء النصف الأوّل من القرن السّابع عشر، وارتاب شوغونات اليابان من هؤلاء الدعاة فنظروا إليهم على أنهم طلائع لغزو عسكريّ أوروبّيّ، فتم قطعّ كلّ العلاقات مع العالم الخارجيّ باستثناء اتّصالات خاصّة مع تجّار هولنديّين وصينيّين في ناغاساكي ومع بعض المبعوثين الكوريّين.
هناك أسباب عديدة لقمع المسيحية في اليابان بين القرنين السابع عشر ومنتصف القرن التاسع عشر؛ لكن ربما كان السبب الرئيسي هو أن المسيحية في تلك الأيام لم تكن مجرد ديانة، بل كانت قوة اجتماعية واقتصادية لها القدرة على زعزعة أركان السياسة والمجتمع في اليابان. في عام 1614 صدر حظر على المسيحية في اليابان وسرعان ما تم طرد البعثات التبشيرية من البلاد، ومن رفض الرحيل اعتقل أوقتل أو أجبر على التخلي عن دينه، ودخلت اليابان ككل في عصر من العزلة حيث قطعت اتصالاتها مع كافة الدول الأجنبية. وسرعان ما اتسع نطاق الاضطهاد، حيث منعت السلطات في عام 1616 العلاقات التجارية مع العالم الخارجي، وفي عقد 1620 قررت السلطات أنه لا يكفي التخلص من القيادات الدينية بل لابد من اجتثاث جذور هذا الدين من قلوب الناس. وكان الحل في الممارسة التي عرفت باسم الفوميه التي تتمثل في السير بالصندل على صور يسوع أو مريم العذراء، وقد فرضت هذه الممارسة على الجميع دون استثناء في ناغاساكي، وسرعان ما صارت ممارسة سنوية تجرى في بداية كل عام. ومن كان يرفض ممارسة الفوميه كان يتعرض للقتل أو التعذيب. ولم يكن الهدف الأساسي من التعذيب هو القتل وإنما كسر الإرادة ودفعهم لإنكار إيمانهم، ففي بعض الأحيان كان يوجد طبيب في موقع التعذيب، حتى إذا بدا أحد المسيحيين على حافة الموت يعالجه إلى أن يسترد صحته ثم يستأنفون التعذيب. يذكر أن نحو ألفي شخص ماتوا في النهاية لأنهم رفضوا التخلي عن إيمانهم.
تم في عام 1622 إعدام نحو 120 من المبشرين ومعتنقي المسيحية، ليتلو ذلك طرد الرعايا الإسبان وسط عمليات قتل وتصفية واسعة، وتم إجبار الآلاف من المسيحيين اليابانيين على ترك المسيحية تحت طائلة التعذيب والتهديد مما أضطر المسيحيين على التخفي وممارسة الشعائر المسيحية بالخفية وقد أطلق على هذه الجماعات المسيحية الكاكوري كيريشتيان (باليابانية: 隠れキリシタン) والتي تعني حرفيًا المسيحيين المتخفيين. بعد ثورة شیمابارا، طردت اليابان البرتغاليين وحظرت الكاثوليكية، وأصبحت كلية القديس بولس في ماكاو مأوى للهروب من الاضطهادات لكل من الكهنة المسيحيين.
دعي الكاكوري كيريشتيان لأنهم استمروا في ممارسة المسيحية في السر بعدما تم إجبار الآلاف من المسيحيين اليابانيين على ترك المسيحية تحت طائلة التعذيب والتهديد. وتعبد المسيحيين المتخفين في غرف سرية في منازل خاصة وظلّوا يمارسون الطقوس المسيحية سراً مثل التعميد ويمنحون أطفالهم أسماء برتغالية مثل باولو وماريو وإيزابيلا ويحتفلون بعيد الميلاد والقيامة. كما أدخلوا أيضا عناصر يابانية في ممارساتهم لتجنب اكتشافهم، حيث استعاضوا في طقس المناولة الذي يتضمن الخبز والنبيذ عن الخبر بالأرز. ومع مرور الوقت، تحولت تماثيل القديسين ومريم العذراء إلى التماثيل بدت مثل التماثيل التقليدية لبوذا وبوداسف. تم تكييف الصلوات المسيحي صلاة لتبدو وكأنها أناشيد بوذية، ولكن احتفظ العديد من الكلمات غير المترجمة من اللغة اللاتينية والبرتغالية والإسبانية. أنتشر الكتاب المقدس وأجزاء أخرى من القداس بشكل شفوي أو بشكل كتابات سريّة، وذلك لأن الأعمال المطبوعة يمكن مصادرتها من قبل السلطات. وبسبب الطرد الرسمي لرجال الدين الكاثوليك في القرن السابع عشر، اعتمد مجتمع الكاكوري كيريشتيان على القادة العلمانيين لقيادة الخدمات الدينية. ويسبب انقطاع علاقتهم لمئتي عام بالبعثات التبشيرية الأجنبية، صارت المسيحية هناك ديناً محلياً للغاية نقلوه للجيل المقبل.

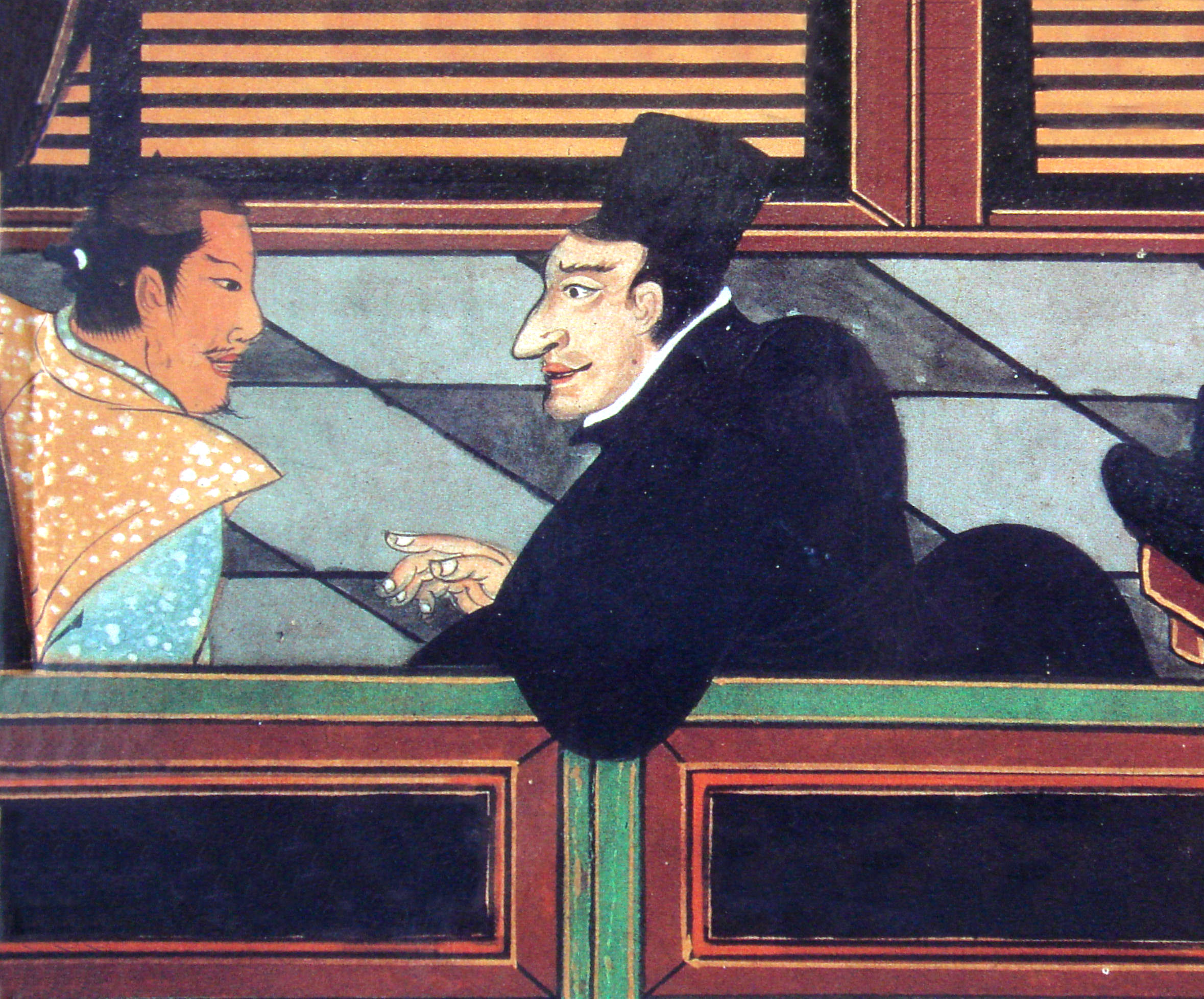
رسم يصور مبشر يسوعي وساموراي ياباني في القرن السادس عشر.

في 5 فبراير من عام 1597، أعدم وصلب حوال ستة وعشرين المسيحيين في ناكاساكي، ومنهم ستة من المبشرين الأوروبيين الفرنسيسكان، وثلاثة من اليسوعيين اليابانيين وسبعة عشر من العلمانيين اليابانيين بما في ذلك ثلاثة من الصبية الصغار، ووضع عدد منهم على الصلبان. في حين أن هناك الاضطهادات أودت بحياة العديد من الشهداء، وأكثرهم شهرة كان بول ميكي. وتم تطويب شهداء اليابان من قبل الكنيسة الرومانية الكاثوليكية في 8 يونيو من عام 1862 من قبل البابا بيوس التاسع، واستمرت الاضطهادات بشكل متقطع، وسُمح للمسيحيين في الخروج مرة أخرى عام بين عام 1613 وعام 1630. وفي 10 سبتمبر من عام 1632، استشهد خمسة وخمسين المسيحيين في ناكاساكي في ما أصبح يُعرف باسم الشهادة العظمى. في هذا الوقت كانت الكاثوليكيَّة محظورة رسميًا. وبقيت الكنيسة دون رجال الدين والتعليم الديني حتى وصول المبشرين الغربيين في القرن التاسع عشر.
في عام 1635 صدر قرار بمنع أي ياباني من السفر إلى الخارج أو العودة إلى اليابان إن تركها مسافرًا. وبلغ خوف اليابانيين من عودة المسيحية أن منعوا استيراد الكتب والمطبوعات الغربية. في عام 1637 وقع تمرد شيمابارا، بقيادة صبي مسيحي يدعى أماكوسا شيرو توكيسادا. واندلع التمرد على اليأس الاقتصادي والقمع الحكومي والاضطهادات ضد المسيحيين. وانضم نحو 27,000 شخص إلى الانتفاضة، ولكن سحق التمرد. ولا تعتبر الكنيسة الكاثوليكية ضحايا التمرد شهداء وذلك لأنهم حملوا السلاح لأسباب ماديَّة. وتم ترحيل الكثير من المسيحيين اليابانيين إلى ماكاو أو إلى الفلبين الإسبانية. وكان الكثير من المستشاريين الماكانيين واليابانيين منحدرون من أصل مختلط من الكاثوليك اليابانيين الذين تم ترحيلهم، وتم ترحيل 400 شخص رسميًا من قبل الحكومة إلى ماكاو ومانيلا.

### انفتاح اليابان على الغرب

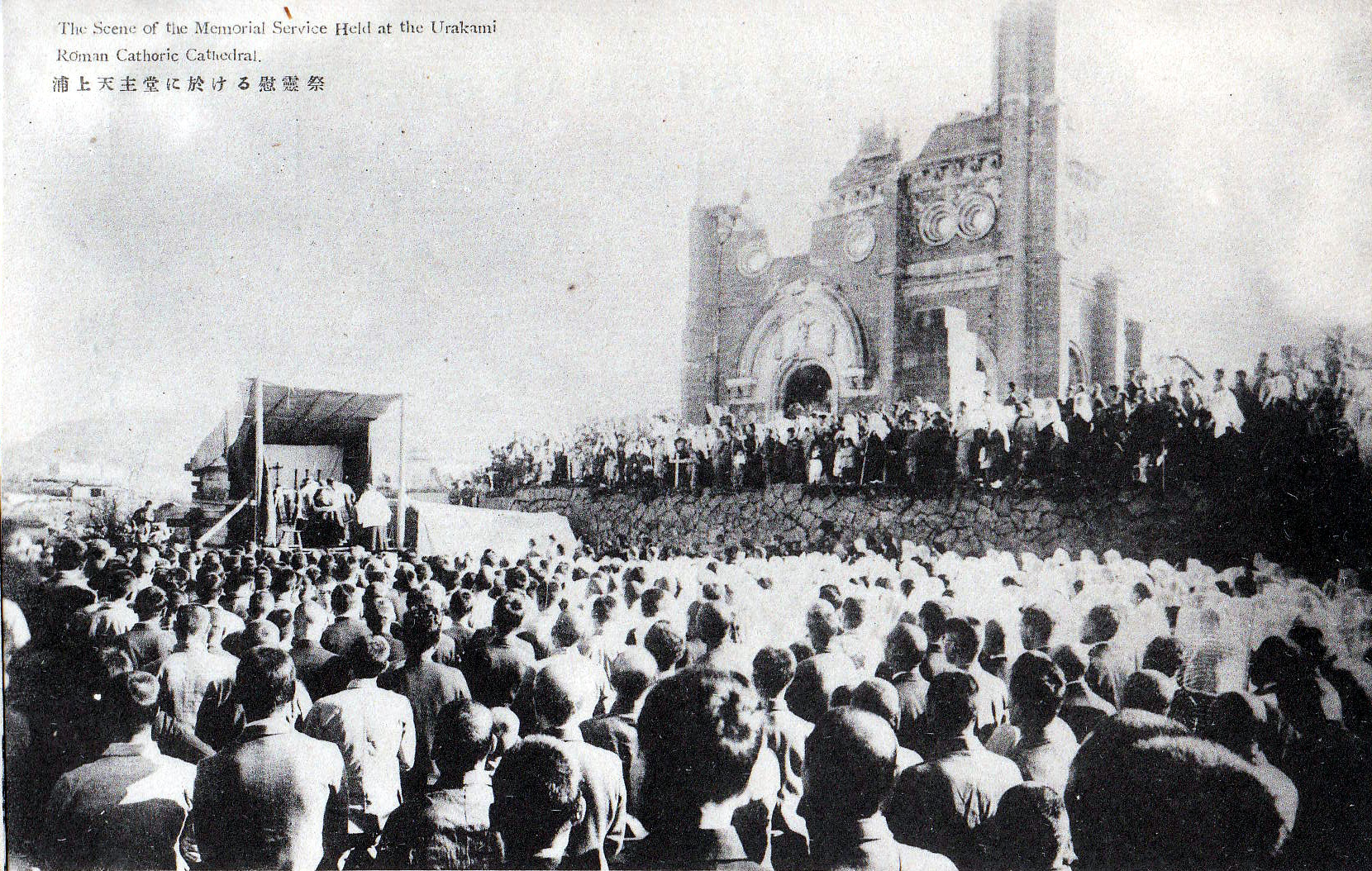
كاثوليك يؤدون التطواف الديني أمام كاتدرائية أوكرامي.

اضطرت اليابان بعد قرنين ونصف القرن، تحت تأثير الكثير من الضغوط الدبلوماسية وعن طريق ماثيو بيري، أن ترفع الحظر عام 1837 عن الديانة المسيحية، وظهر 20 ألف مسيحي من الخفاء رغم أن ممارسة الفوميه لم تكن قد ألغيت بعد، مما يرجح أن عدد المسيحيين الحقيقي في ذلك الوقت تراوح بين 20 ألفاً ونصف مليون. في عام 1858 تم إلغاء ممارسة الفوميه في ناغازاكي، وعادت المسيحية تنتشر حيث تحول إليها نحو مائة ألف خلال بضع سنوات. في عام 1865 زار المبشّر برنار بيتيتجين قرية أوراكامي قرب ناكاساكي وتعرفَّ على عدد من اليابانيين الذين يعيشون في القرية، حيث قدموا لزيارة كنيسة أورا الجديدة والتي تم بناؤها من قبل مؤسسة بعثات باريس التبشيرية. وتحدث الكاهن مع مجموعة من السكان اليابانيين الذين قدموا لرؤية تمثال مريم العذراء، واعترف السكان اليابانيين أن أسرهم قد حافظت على الإيمان المسيحي. وبعد دراسة أوضاعهم تبيَّن أن هؤلاء القرويين من الكاكوري كيريشتيان، وأكتشفت مؤسسة بعثات باريس التبشيرية أنَّ هذه الجماعة قد حافظت على طقوس التعميد والطقوس الليتورجية على الرغم من عدم تواجد الكهنة لما ما يقرب من 250 عامًا. فاجأ تقرير بيتيتجين العالم المسيحي، وأعتبر البابا بيوس التاسع الحالة بمثابة معجزة.
وعادت الغالبية العظمى من الكاكوري كيريشتيان من جديد إلى الكنيسة الكاثوليكية بعد رفع الحظر عن المسيحية وقامت بالتخلي عن الممارسات غير التقليدية، والممارسات التوفيقية. بعض من جماعات الكاكوري كيريشتيان لم تنضم للكنيسة الرومانية الكاثوليكية وحافظت على تقاليدها المسيحية الخاصة تسمى هذه الجماعات هاناري كيريشتيان أي المسيحيين المنفصليين (باليابانية: 離れキリシタン). وتتواجد الآن في المقام الأول في محافظة ناغاساكي وجزر غوتو. وعاد الآلاف من المنفيين المسيحيين لليابان، وبنيت الكنائس من جديد.

### العصور الحديثة
في عام 1859 وصل المبشرين الأوئل من الكنيسة الأنجليكانيَّة، وكان أول المبشرين تشانينج مور وليامز والقس جون ليينس من الكنيسة الأسقفية في الولايات المتحدة الأمريكية إلى ناغاساكي في اليابان. كان الطبيب جيمس كورتيس هيبورن أول مبشر بروتستانتي إلى اليابان وذلك في عام 1859، وذهب هيبورن إلى اليابان بوصفه مبشّر وطبيب مع البعثة المشيخية الأمريكية، وفتح عيادة في ولاية كاناغاوا وهي قرب طوكيو في الوقت الحاضر. وكان قد أسس في وقت لاحق مدرسة هيبورن، التي كانت أساس جامعة ميجي غاكوين، وكتب القاموس الياباني الإنجليزي. الذي نشر في عام 1886، واعتمد هيبورن نظام جديد بالحروف اللاتينية للغة اليابانية. ومن المعروف على نطاق واسع هذا النظام والكتابة بالحروف اللاتينية باسم هيبورن. كما ساهم هيبورن بترجمة الكتاب المقدس إلى اللغة اليابانية، وتأسست دار الكتاب المقدس اليابانية في عام 1937 بمساعدة دار الكتاب المقدس الأمريكية ودار الكتاب المقدس البريطانية والأجنبية.
وشهدت سنوات ما بعد الحرب العالمية الثانية نشاطًا متزايدًا من قبل الإنجيليين، في البداية مع النفوذ الأمريكي، وحدث بعض النمو بين عام 1945 وعام 1960، ولتصبح عام 2006 الدين الأسرع انتشارًا بين الشباب الياباني وذلك استنادًا إلى استطلاع أجرته مؤسسة غالوب، وبحسب توقعات المؤسسة حوالي 7% من مجموع المراهقين اليابانيين يقولون إنهم مسيحيون. وتأسست جمعية الإنجيلية اليابانية في عام 1968. وفي عام 2010 وصلت أعداد المسيحيين اليابانيين إلى حوالي ثلاثة ملايين نسمة، ومعظمهم يعيشون في الجزء الغربي من البلاد، حيث تركزت معظم أنشطة المبشرين خلال القرن السادس عشر. وتضم كل من مدينة طوكيو ومحافظة كاناغاوا على أكبر عدد من المسيحيين، في حين لدى محافظة ناغاساكي أعلى نسبة من المسيحيين في البلاد؛ حيث يشكلون حوالي 5.1% في عام 1996. ومازالت الطائفة المسيحية في ناغازاكي واحدة من أكبر التجمعات المسيحية في اليابان، ووفقاً لكيري باراموري، أستاذ الدراسات الآسيوية في جامعة أيرلندا الوطنية «تأسست ناغازاكي كمدينة مسيحية، فليس هناك في اليابان ما هو أكثر مسيحية من ناغازاكي».
على مدى القرون الأخير، أصبحت لبعض العادات والتقاليد الثقافية الغربيَّة المرتبطة أصلاً بالمسيحيَّة شعبيَّة بين العديد من اليابانيين. وعلى الرغم من أن المسيحية تشكل أقلية في اليابان، الاّ أن العديد من المجتمعات اليابانيّة في دول المهجر تبنت الديانة المسيحية. على سبيل المثال في البرازيل والتي تحوي على أكبر جالية يابانية خارج اليابان (1.6 مليون نسمة)، تصل نسبة أتباع الكنيسة الكاثوليكية بين اليابانيين في البرازيل إلى حوالي 65%، ويعتنق حوالي 90% من اليابانيين في المكسيك الديانة المسيحية على مذهب الكاثوليكية، وتأتي المسيحية في مقدمة الأديان بين الأمريكيين اليابانيين بنسبة 37% (منهم 33% من البروتستانت و4% من الكاثوليك)؛ ويذكر أن الولايات المتحدة تضم ثاني أكبر الجاليات اليابانية خارج اليابان (1.3 مليون نسمة).
في يوليو عام 2018 أدرجت منظمة اليونيسكو الأممية سلسلة من المواقع إلى قائمتها للتراث العالمي، من بينها 12 موقعًا مسيحيًا في جنوب اليابان، حيث كان يتعرض المسيحيين فيها للإضطهاد في القرن السادس عشر والقرن السابع عشر، ومن بين المواقع اليابانية قلعة هارا وكاتدرائية آورا الكاثوليكية في ناكاساكي المشيدتان ما بين القرنين السادس عشر والتاسع عشر. ويعكس هذان الموقعان الأنشطة المبكرة للمبشرين المسيحيين والمستوطنين في اليابان -مرحلة اللقاء، تليها أوقات الحظر والإضطهاد لأتباع الديانة المسيحية، والمرحلة الأخيرة من إعادة إحياء المجتمعات المسيحية بعد رفع الحظر عنها عام 1873. كما وضمت القائمة عشرة قرى تاريخيَّة وهي من من قرى الكاكوري كيريشتيان أو المسيحيين المتخفين. في نوفمبر عام 2019 قام البابا فرنسيس بزيارة اليابان وأعرب عن تقديره لضحايا القنبلة الذرية التي ألقيت على مدينة هيروشيما وناجازاكي خلال الحرب العالمية الثانية، وأعرب عن تقديره أيضاً للمسيحيين من ضحايا ناجازاكي الذين تعرضوا منذ مئات السنين للتعذيب وأجبروا على التواري عن الأنظار بسبب إيمانهم.

## الطوائف الرئيسية

### الكنيسة الرومانية الكاثوليكية

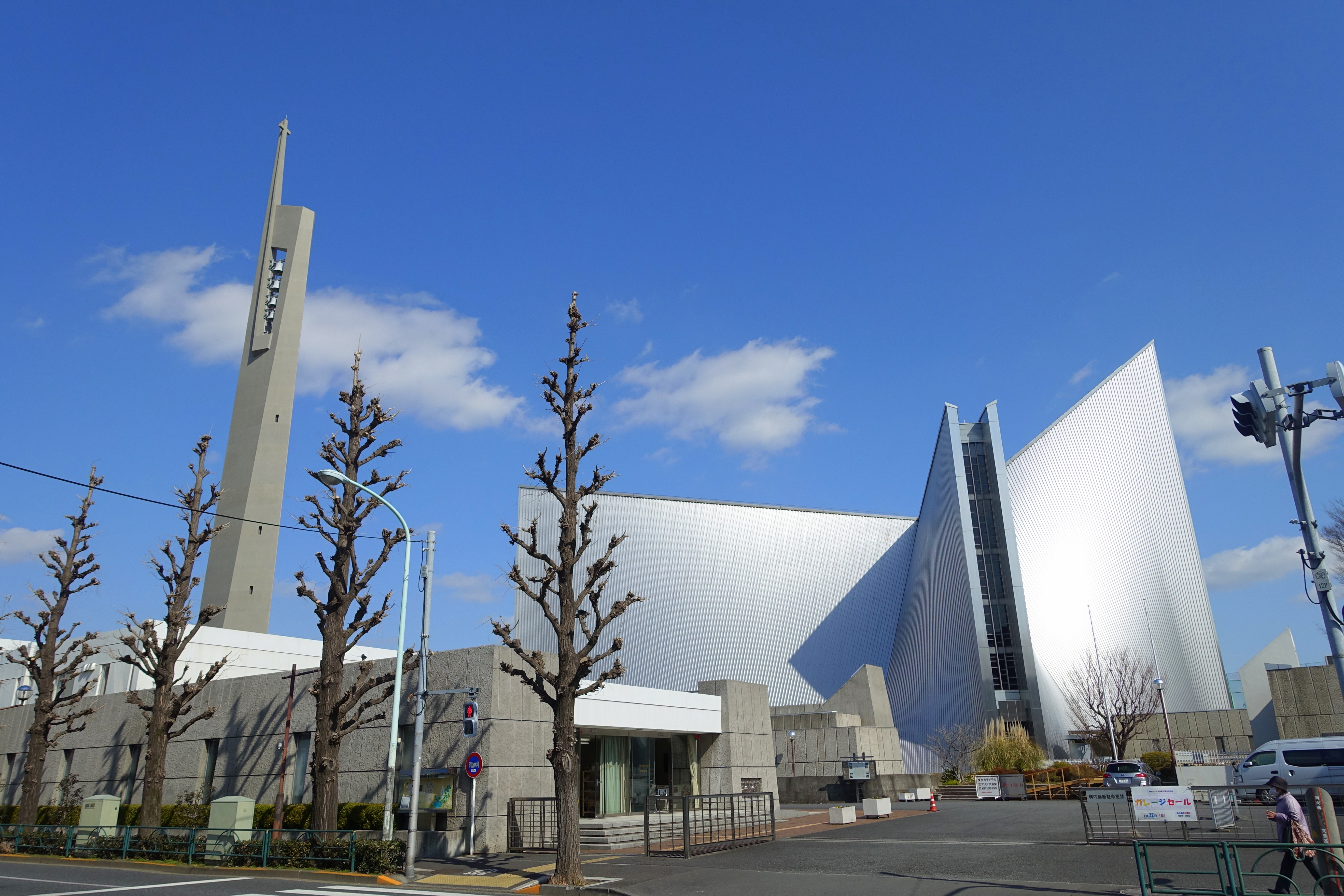
كاتدرائية القديسة مريم الكاثوليكيَّة في مدينة طوكيو.

الكنيسة الكاثوليكية اليابانية هي جزء من الكنيسة الكاثوليكية العالمية في ظل القيادة الروحية للبابا في روما ومجلس الأساقفة الياباني. تصل أعداد الكاثوليك إلى حوالي 509,000 ويتوزعون في ستة عشرة أبرشية في اليابان. رعاة البلاد حسب التقاليد الكاثوليكية هم القديسين فرنسيس كسفاريوس وبطرس المعمدان.
وصلت الكاثوليكية إلى اليابان في منتصف القرن السادس عشر، وكان المذهب الكاثوليكي أولى المذاهب المسيحية المعروفة في اليابان، والمصدر الرئيسي التنصيري الوحيد في اليابان حتى سقوط شوغن واستعادة ميجي. دخلت المسيحية في البداية من قِبل المبشرين اليسوعيين، وانضم في وقت لاحق اليهم الفرنسيسكان. في عام 1570 كان هناك عشرين مبشّر كاثوليكي في اليابان، الأكثر شهرة منهم كان فرنسيس كسفاريوس الذي وصل في عام 1549 ليكون أول من يدخل المسيحية إليها بشكل نظامي من خلال إقامته في هيرادو، وياماغوتشي، وبونغو.
أضحت ناغاساكي مركز الكاثوليكية اليابانية، وحافظت على علاقات وثيقة وثقافية ودينية مع أصولها البرتغالية. قطعت هذه العلاقات مرة واحدة عندما تم حظر المسيحية، وفي هذه النقطة، ذهب الكاثوليك للممارسة المسيحية تحت الأرض، الطقوس التي يرعاها الكاكوري كيريشتيان، أو «المسيحيين الخفيين»، الذين واصلوا ممارسة شعائر دينهم في السر. وقتل بعض الكاثوليك اليابانيين بسبب إيمانهم، وبذلك أصبحوا شهداء وفقًا للمعتقدات الكاثوليكية. وقد طُوّب العديد من هؤلاء الشهداء من قبل الكنيسة، وأقيم نصب تذكاري عالمي في 6 فبراير من كل عام لذكرى شهداء ناغاساكي.
في عام 1981، قام البابا يوحنا بولس الثاني بزيارة إلى اليابان، التقى خلالها مع الشعب الياباني، ورجال الدين، والعلمانيين الكاثوليك، وأقام قداس في استاد كوراكوين في مدينة طوكيو، وزار متنزه السلام التذكاري في هيروشيما. وتملك الكنيسة الكاثوليكية شبكة واسعة من المدارس الكاثوليكية، الجامعات والكليّات واحد أبرز الجامعات الكاثوليكية في البلاد جامعة صوفيا المرموقة.

### البروتستانتية

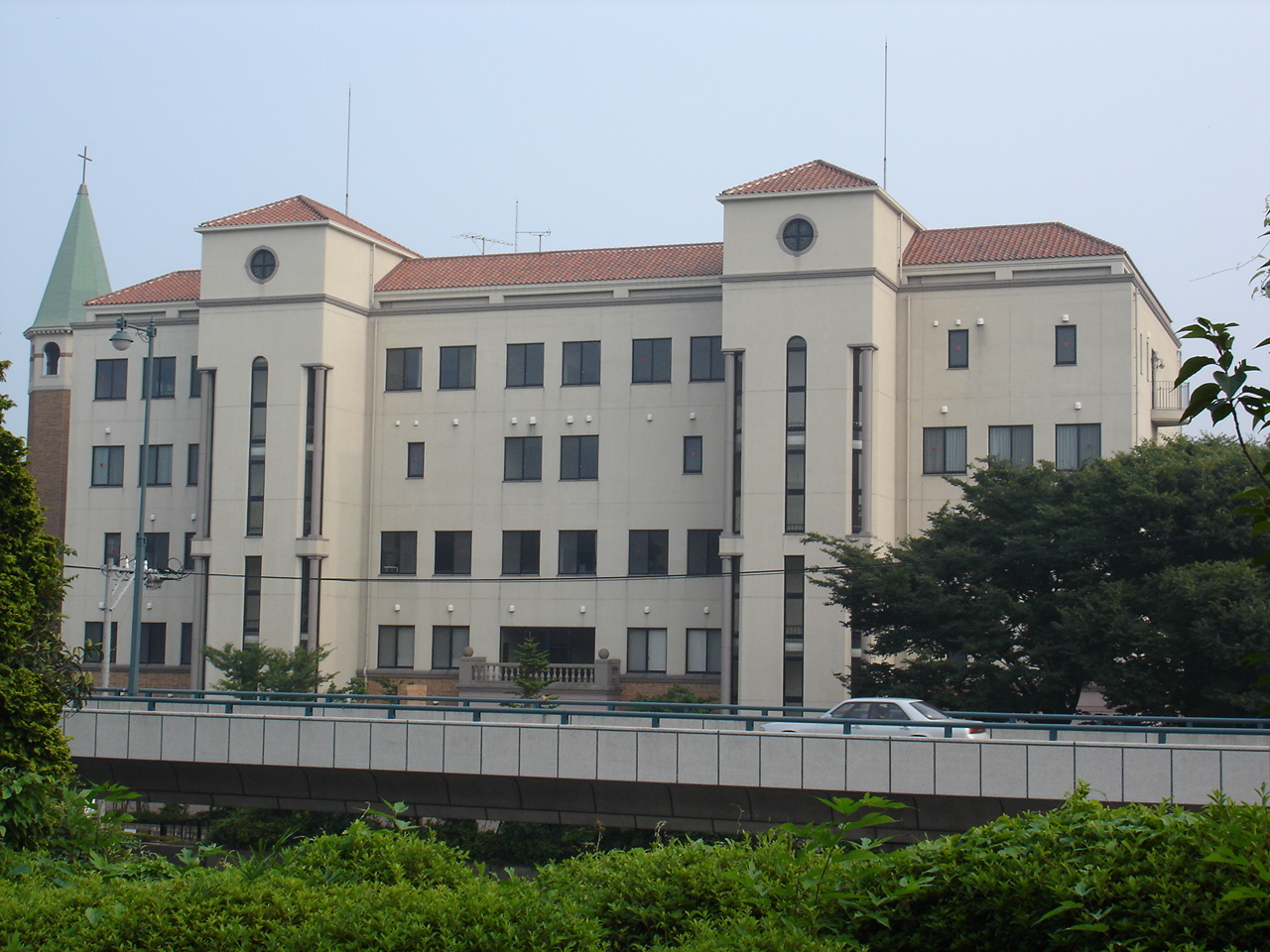
جامعة بايكو غاكوين البروتستانتية.

هناك في الوقت الحاضر حوالي 500,000 من المسيحيين البروتستانت في اليابان. كان الطبيب جيمس كورتيس هيبورن أول مبشر بروتستانتي إلى اليابان وذلك في عام 1859، ذهب هيبورن إلى اليابان بوصفه مبشّر وطبيب مع البعثة المشيخية الأمريكية، وفتح عيادة في ولاية كاناغاوا وهي قرب طوكيو في الوقت الحاضر. وكان قد أسس في وقت لاحق مدرسة هيبورن، التي كانت أساس جامعة ميجي غاكوين، وكتب القاموس الياباني الإنجليزي. الذي نشر في عام 1886، واعتمد هيبورن نظام جديد بالحروف اللاتينية للغة اليابانية (Rōmajikai). ومن المعروف على نطاق واسع هذا النظام والكتابة بالحروف اللاتينية باسم هيبورن. كما ساهم هيبورن بترجمة الكتاب المقدس إلى اللغة اليابانية.
في القرن التاسع عشر كان هناك انفجار في نمو المسيحية عندما أعادت اليابان فتح أبوابها للغرب. تباطأ نمو الكنيسة البروتستانتية بشكل كبير في أوائل القرن العشرين تحت تأثير الحكومة العسكريَّة خلال فترة شوا. وقد شهدت فترة ما بعد الحرب العالمية الثانية حركة نشاط متزايد من قبل الإنجيليين، في البداية مع النفوذ الأميركي، وحصل نمو هام بين عامي 1945 و1960. حيث تم تأسيس جمعية الكتاب المقدس اليابانية في عام 1937 بمساعدة جمعية الكتاب المقدس الوطني لإسكتلندا.
استنادًا إلى استطلاع عام 2006 الذي أجرته مؤسسة غالوب وجدت أن المسيحية هي الدين الأسرع انتشارًا بين الشباب الياباني.
وفقًا لبعض التقديرات، هناك 3,000 كنيسة بروتستانتية في مدينة طوكيو، وحوالي 7,700 كنائس بروتستانتية في اليابان. هناك العديد من القنوات التلفزيونية والإذاعية المسيحية التي تبث على محطات البث التجارية في البلاد. وبموجب القانون، لا يتم منح المنظمات الدينية تراخيص لامتلاك وتشغيل على محطات البث الهواء.

### الأرثوذكسية الشرقية

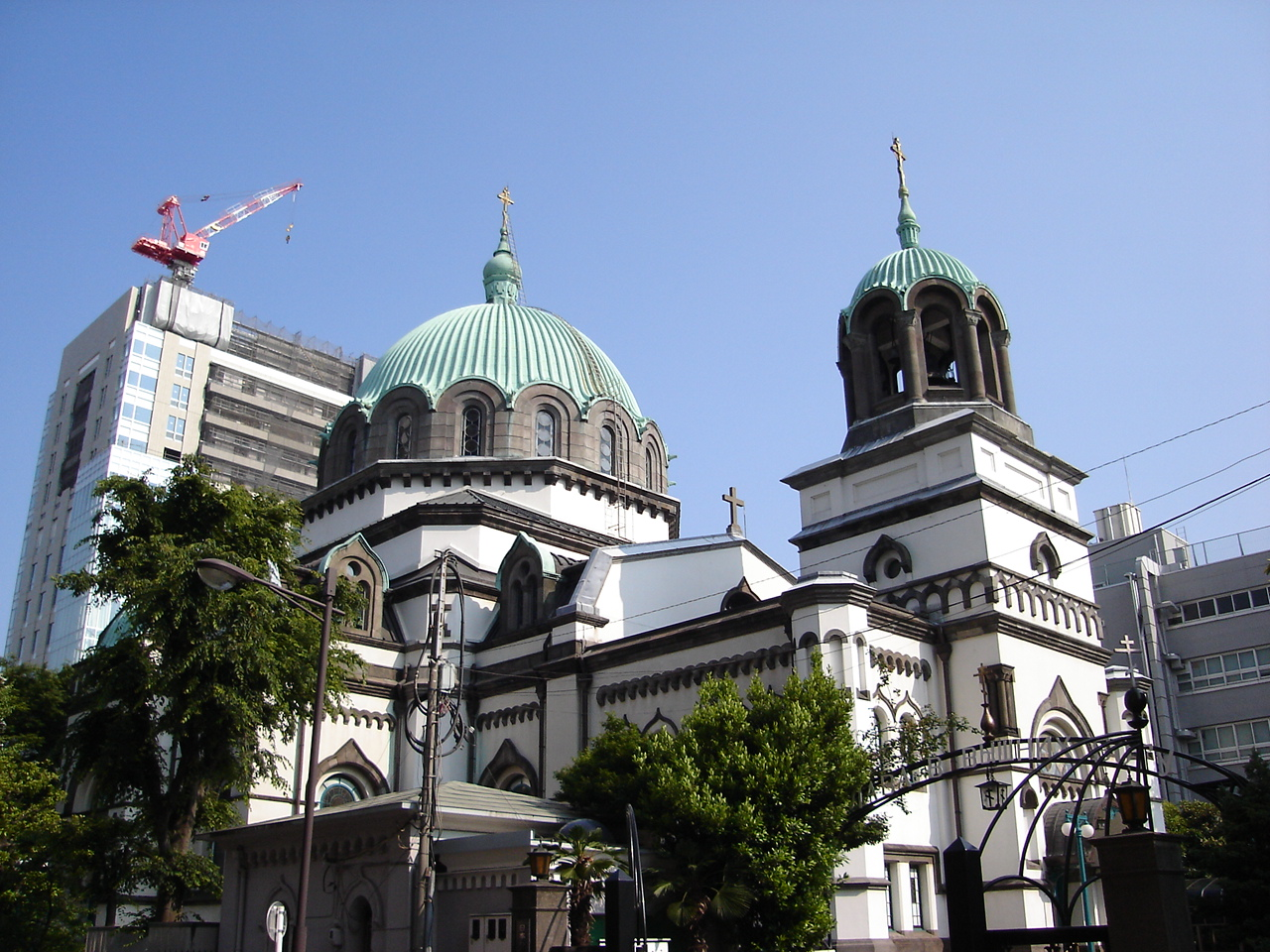
كاتدرائية القديس نيكولاس في مدينة طوكيو.

الكنيسة اليابانية الأرثوذكسية (باليابانيَّة: 日本ハリストス正教会) هي كنيسة أرثوذكسية شرقية شبه مستقلة تتبع بطريركية موسكو، والتي ترجع إليها المصادقة على انتخاب ميتروبوليت طوكيو. وقد أنشأت هذه الكنيسة بفضل جهود المبشر نيكولاي كاساتكين (1836–1912) والذي أصبح أول رئيس أساقفة أرثوذكسي على اليابان، وكان قد وصل لليابان عام 1861 بصفة كاهن للقنصلية الروسية.
منذ بداية الحملات التبشيريَّة الأرثوذكسيَّة في اليابان عام 1872، لم تعتمد الكنيسة اليابانية الأرثوذكسية على المبشرين فقط، بل عملت على إعداد وتدريب كادر من الكهنة المحليين في معهد لاهوتي في طوكيو لرعاية وخدمة أتباعها. مكنت هذه الشخصية الفريدة التي تمتع بها اليابانيون الأرثوذكس من الحفاظ على وجودهم خلال كل المآزق والأزمات السياسية والعزلة التي مرت بها بلادهم، مثل الحرب الروسية اليابانية والحربان العالميتان.
بين عام 1945 وعام 1970 كانت الكنيسة اليابانية الأرثوذكسية تحت وصاية الكنيسة الأرثوذكسية في أمريكا، وفي عام 1970 أصبحت كنيسة شبه مستقلة عن البطريركية الروسية لتدير شؤونها الخاصة. الكنيسة الأرثوذكسية الرئيسية في طوكيو هي كاتدرائية نيكولاي نسبة لمؤسس الكنيسة نيكولاي كاساتكين، وتعتبر هذه الكاتدرائية من أكبر الأبنية الدينية في العاصمة اليابانية، ويتبع الكنيسة حوالي 30,000 فرد لهم أسقفيات في طوكيو وكيوتو وسندائي. يرأسها منذ 1999 المطران دانيال نوشيرو.

### كنيسة يسوع المسيح لقديسي الأيام الأخيرة

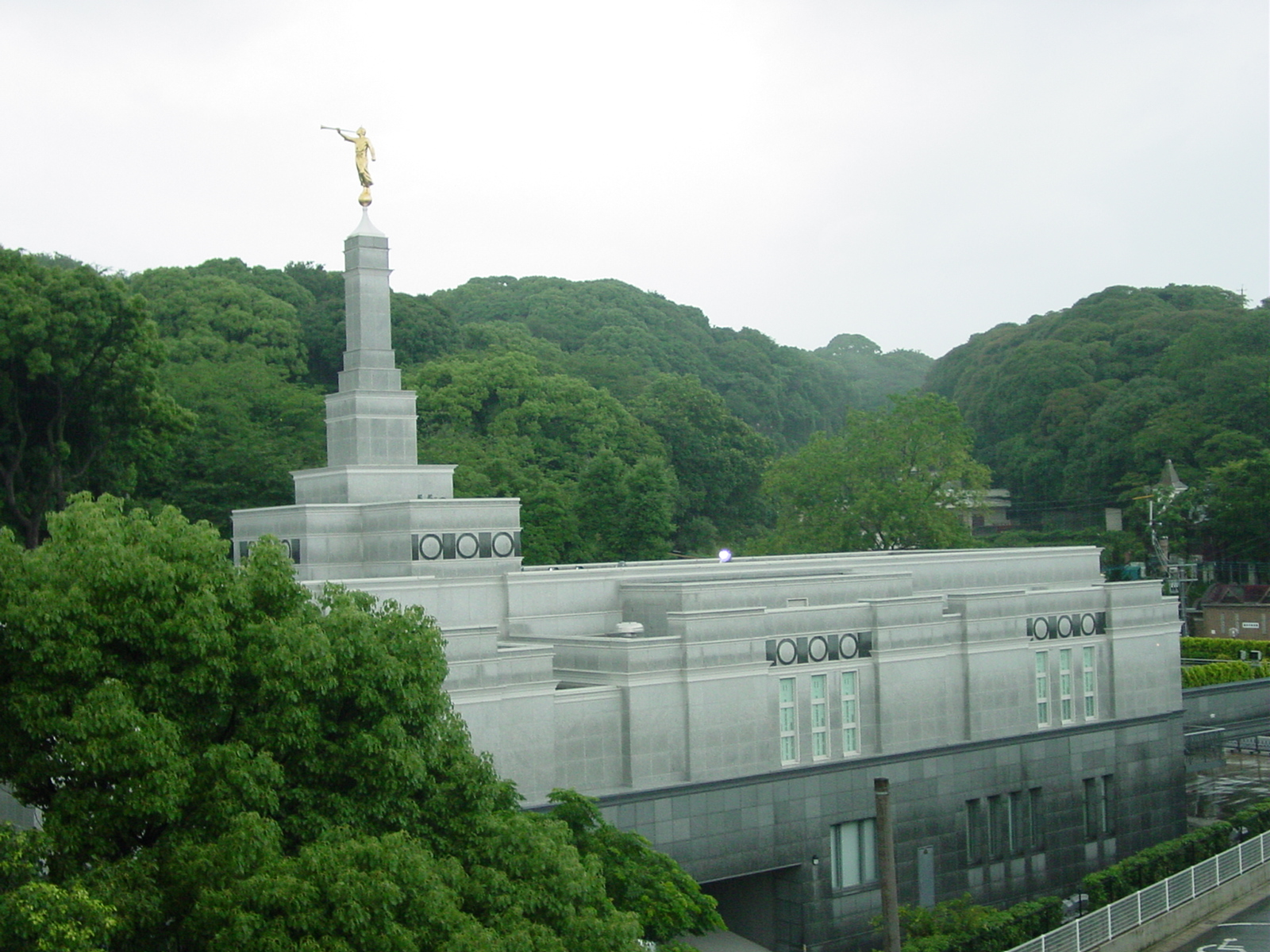
معبد المورمون في فوكوكا.

اعتبارا من يوليو 2016 كان هناك 128,216 عضوًا في كنيسة يسوع المسيح لقديسي الأيام الأخيرة. وتأسست أول كنيسة مورمونية سميت باسم كنيسة لدز في اليابان في عام 1901، عندما وصل أول مبشرين مورمون في 12 أغسطس من عام 1901، وكان من بينهم هيبر ج. جرانت. وجرت المعمودية الأولى على الطقوس المورمونية في 8 مارس من عام 1902، عندما عُمد غرانت هاجيمي ناكازاوا، والذي كان الكاهن شنتو في السابق.
اعتبارًا من نهاية عام 2009، ذكرت كنيسة يسوع المسيح لقديسي الأيام الأخيرة (المورمون) أن لديها 123,245 عضوًا. تأسست كنيسة قديسي الأيام الأخيرة في اليابان في عام 1901.

### شهود يهوه
قبل عام 1945 حُظرت جماعة شهود يهوه في اليابان، وسجن العديد من المنتمين إلى جماعة شهود يهوه. كان واحدًا منهم، كاتسو ميورا، الذي في سجن هيروشيما أثناء إلقاء القنبلة الذرية على هيروشيما. في عام 2013 كان عدد شهود يهوه 216,472 ويملكون حوالي 3,056 قاعة ملكوت حسب النشرة بالموقع الرسمي.

## ديموغرافيا

### حسب العام
| الديانة           | 1984 | 1996  | 2006  |
| ----------------- | ---- | ----- | ----- |
| البوذية اليابانيَّة | 27%  | 29.5% | 34.9% |
| الشنتو            | 3%   | 1%    | 4%    |
| المسيحية          | 2%   | 2%    | 2.6%  |

### حسب المحافظة
| المحافظة         | المسيحية |
| ---------------- | -------- |
| هوكايدو          | ~1%      |
| محافظة آوموري    | ~1%      |
| محافظة إيواته    | ~1%      |
| محافظة مياغي     | ~1%      |
| محافظة أكيتا     | ~0%      |
| محافظة ياماغاتا  | ~1%      |
| محافظة فوكوشيما  | ~0%      |
| محافظة إيباراكي  | ~1%      |
| محافظة توتشيغي   | ~1%      |
| محافظة غونما     | ~2%      |
| محافظة سايتاما   | ~2%      |
| محافظة تشيبا     | ~1%      |
| طوكيو            | 3.4%     |
| محافظة كاناغاوا  | ~3%      |
| محافظة نييغاتا   | ~1%      |
| محافظة توياما    | ~0%      |
| محافظة إيشيكاوا  | ~1%      |
| محافظة فوكوي     | ~0%      |
| محافظة ياماناشي  | ~1%      |
| محافظة ناغانو    | ~1%      |
| محافظة غيفو      | ~1%      |
| محافظة شيزوؤكا   | ~1%      |
| محافظة آيتشي     | ~2%      |
| محافظة ميه       | ~1%      |
| محافظة شيغا      | ~1%      |
| محافظة كيوتو     | ~2%      |
| محافظة أوساكا    | ~1%      |
| محافظة هيوغو     | ~2%      |
| محافظة نارا      | ~1%      |
| محافظة واكاياما  | ~0%      |
| محافظة توتوري    | ~1%      |
| محافظة شيمانه    | ~1%      |
| محافظة أوكاياما  | ~1%      |
| محافظة هيروشيما  | ~2%      |
| محافظة ياماغوتشي | ~1%      |
| محافظة توكوشيما  | ~1%      |
| محافظة كاغاوا    | ~1%      |
| محافظة إهيمه     | ~2%      |
| محافظة كوتشي     | ~0%      |
| محافظة فوكوكا    | ~2%      |
| محافظة ساغا      | ~0%      |
| محافظة ناغاساكي  | 5.1%     |
| محافظة كوماموتو  | ~1%      |
| محافظة أويتا     | ~1%      |
| محافظة ميازاكي   | ~1%      |
| محافظة كاغوشيما  | ~0%      |
| محافظة أوكيناوا  | ~3%      |
| اليابان          | ~2%      |

## الثقافة المسيحية
لا تزال اليابان واحدة من أكثر الدول علمانية في العالم وفقًا لمسح القيم العالمية. في حين تصل أعداد المسيحيين إلى 3 ملايين ياباني مسيحي، لدى حوالي 70% من الكنائس اليابانيَّة متوسط الحضور أقل من 30، وذلك على الرغم من نسبة العضوية ضعف هذا الرقم. يظهر التأثير الثقافي الكبير للمسيحية في اليابان من خلال المدارس وغيرها من أشكال التأثير المختلفة، حيث أدّت المؤسسات التعليميّة المسيحية وظيفة هامة في رفع المستوي التعليمي في اليابان وتعتبر بعضها مؤسسات تعليمية مرموقة على مستوى العالم منها جامعة صوفيا في طوكيو، وجامعة دوشيشا ذات الخلفية المشيخية في كيوتو اليابانية. وتحتوي اليابان على الكثير من المدارس التي أسسها مبشرون ومسيحيون آخرون. وفقا لدارسة إحصائية، يلتحق واحد من كل عشرة يابانيين بمدرسة مسيحية في مرحلة ما في رحلتهم التعليمية الممتدة من رياض الأطفال إلى الكليات.
الكثير من اليابانيين على دراية بالجوانب المختلفة للثقافة المسيحية، ويتم التدريس في المدارس عن الأشخاص والأحداث المرتبطة بتاريخ والثقافة المسيحية من مارتن لوثر وفيودور دوستويفسكي إلى الأم تريزا. ويهتم الكثير من اليابانيين بالفن والموسيقى المسيحية، كما أن عيد الميلاد هو فعالية راسخة في اليابان تُحظى بشعبية بين الناس من جميع الأعمار والخلفيات، كما يختار الكثير من الأزواج إقامة حفل زفافهم على الطراز المسيحي، حتى لو لم يكونوا يؤمنون بتلك الديانة. وتحظى الثقافة المسيحية بشكل عام بصورة إيجابية في اليابان. وبالنسبة لمعظم اليابانيين، فإن اهتمامهم بالمسيحية هو نسخة من الإيمان الذي تم تجريده إلى حد ما من محتواه العقائدي.
المنزل الطائر (باليابانيّة: トンデラハウスの大冒険) هو مسلسل أنيمي ياباني مكوّن من 52 حلقة من إنتاج تاتسونكو برودكشن وعرض البث الأول بين أبريل 1982 ومارس 1983 وعرض على تلفزيون طوكيو، ووزعتها فيما بعد شبكة البث المسيحية في الولايات المتحدة. في عام 2010 وضعت شبكة البث المسيحية 52 حلقة متاحة للعرض على الإنترنت. ويعتبر من أبرز مسلسلات الرسوم المتحركة المسيحية العالمية وتدور أحداث المسلسل من قصص من الكتاب المقدس.

### الأعياد المسيحية

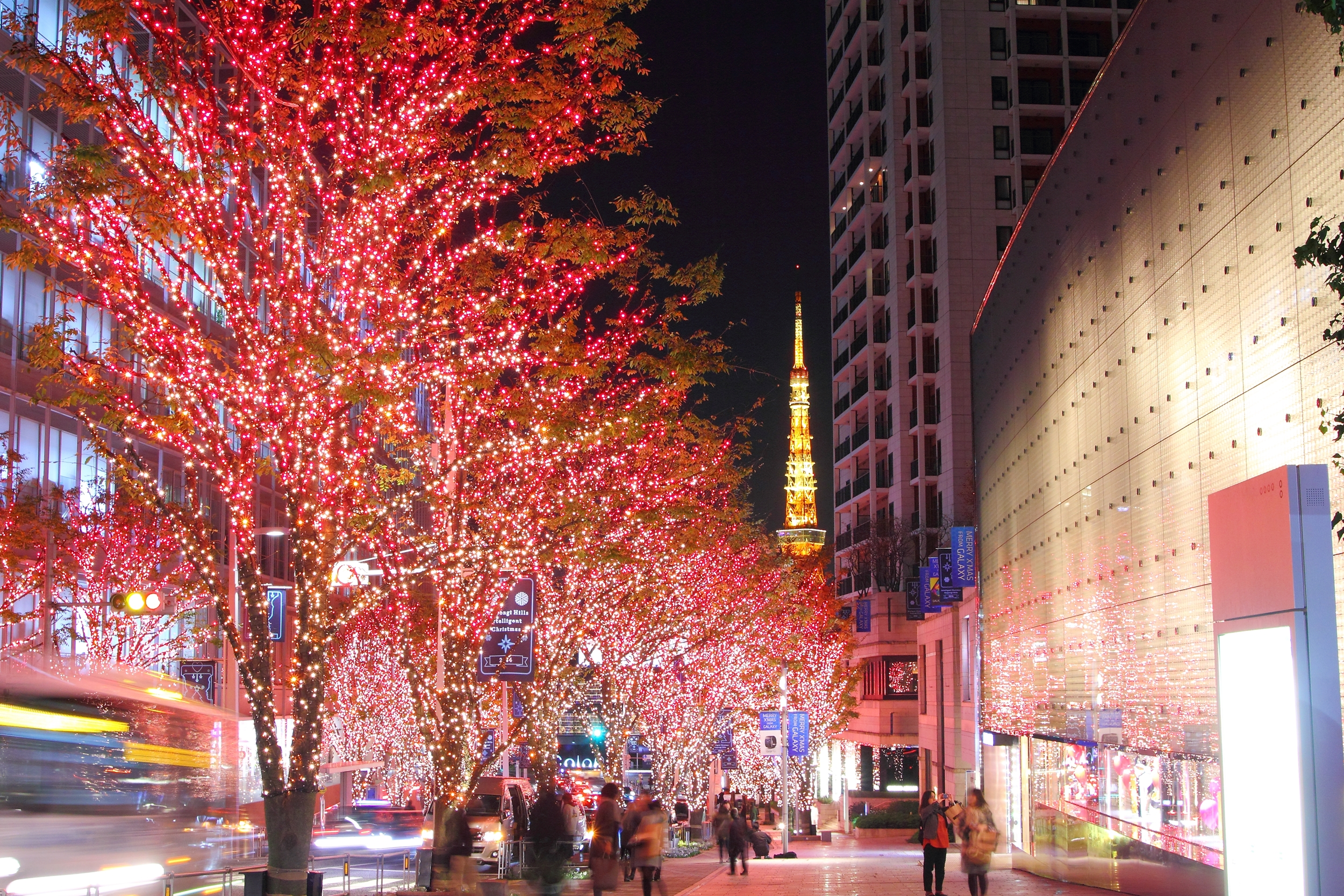
شوارع مزينة بأضواء ميلادية لمناسبة عيد الميلاد في طوكيو.

يُحتفل بعيد الميلاد في اليابان على نطاق واسع، ولكنه ليس يوم عطلة رسمية. وتتمتع الأيقونات الثقافيَّة لعيد الميلاد من بابا نويل، وشجرة عيد الميلاد، وتبادل الهدايا، والمأكولات وكعك عيد الميلاد وزينة الميلاد. وخلافًا للتقاليد في العالم المسيحي حيث يُعتبر عيد الميلاد مناسبة أسريَّة ودينيَّة في المقام الأول، يُعتبر عيد الميلاد في اليابان مناسبة لقضاء العيد مع الأصدقاء. يحتفل في ليلة عيد الميلاد كعطلة رومانسية للأزواج حيث يتم فيه تبادل الهدايا الرومانسية. ومنذ عقد 1960 مع توسع الاقتصاد وتأثر المجتمع الياباني بالمسلسلات والأفلام الأمريكية، أصبح عيد الميلاد شعبياً. ويحتفل أيضًا بعيد الحب في اليابان، ولكن يتم عكس التقليد وهي اهداء الهدايا والشوكولاتة من قبل المرأة. الهدايا لا تقتصر على العلاقات العاطفية، في الواقع، من المعتاد إلى حد ما إعطاء واهداء النساء زملاء العمل من الرجال الشوكولاته.

### التعابير المسيحية
أصبحت تقاليد حفلات الزفاف المسيحي بديل (أو بالإضافة إلى) المراسم التقليدية في معابد الشنتو، حيث تصمم حفلات الزفاف اليابانية على نمط حفلات الزفات المسيحية، من خلال التصميم المعماري الذي يشبه الكنائس والمصليات، والموظفين الذين يرتدون زي الكهنة، وعلى سبيل المثال بين 60% إلى 70% من حفلات الزفاف التي يتم تنفيذها في اليابان هي على النمط المسيحي. وتحظى الموسيقى المسيحية خاصًة الغوسبل والروك المسيحي بشعبية في اليابان.

### التعليم

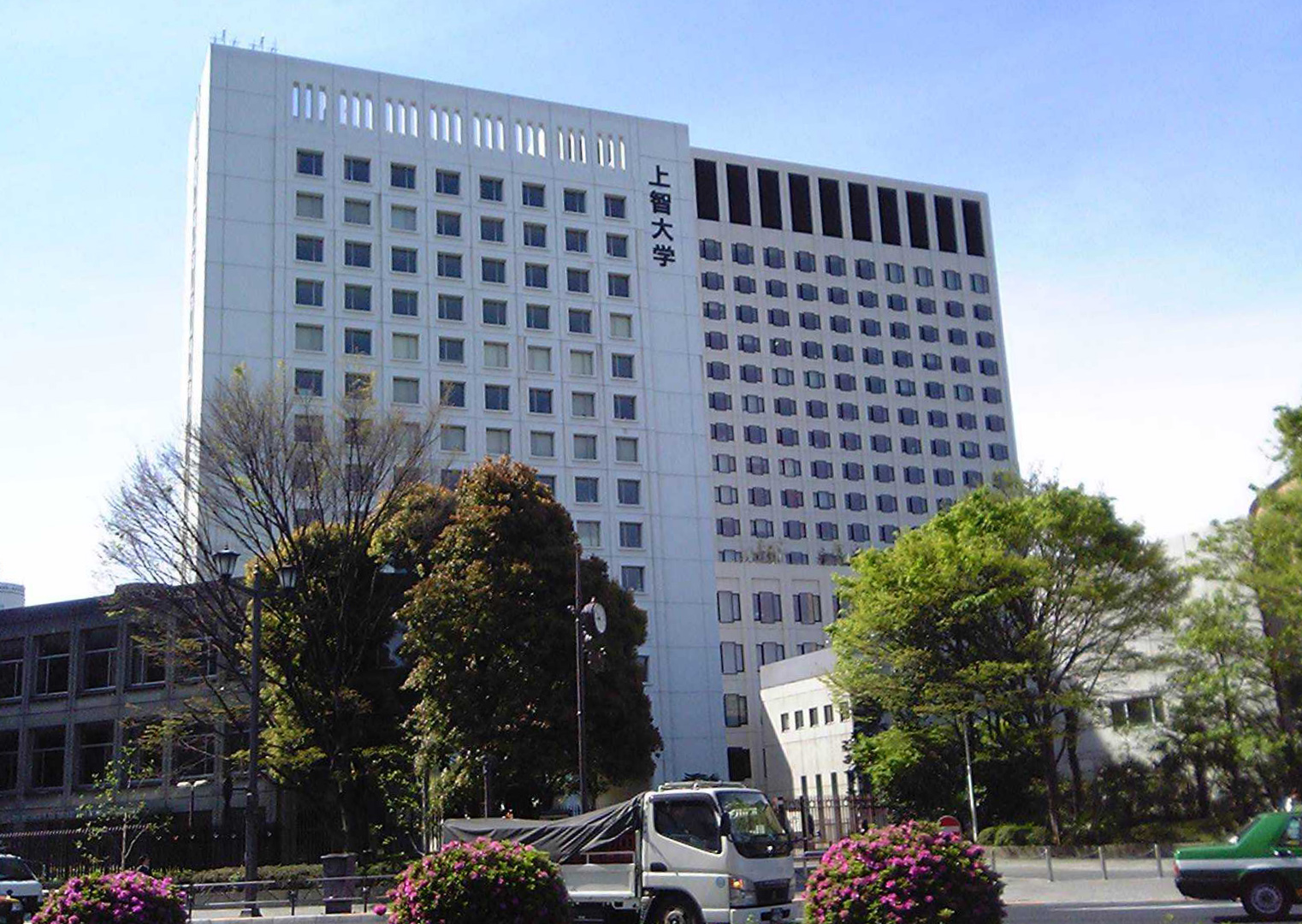
حرم جامعة صوفيا الكاثوليكيَّة في طوكيو.

عندما سُمح لعودة الأنشطة التبشيرية المسيحية إلى اليابان بعد رفع الحظر عن المسيحية في النصف الثاني من القرن التاسع عشر، بدأت أعداد كبيرة من المبشرين بالوصول إلى البلاد مرة أخرى، هذه المرة معظمها من البروتستانت. كانت اليابان في ذلك الوقت تعيش فترة من التغيير السياسي حيث كانت البلاد تسارع للتحول نحو الحداثة. وما أراده الناس آنذاك هو تعلم المعرفة العلمية ولغات العالم الخارجي. ونظراً لأن المبشرين كانوا حريصين على انتهاز التعليم وتدريس اللغة كفرص للتبشير، فقد توافقت احتياجات الجانبين بشكل جيد. لكن بالنسبة لليابانيين في ذلك الوقت، لم تكن المسيحية أكثر من أداة مفيدة لتحديث و«تحضر» اليابان. وكانت أحد جوانب الثقافة الغربيَّة، وشيئاً أجنبياً أكثر من كونه شيئاً يُمكن جعله يابانياً.
كان بعض المفكرين اليابانيين في ذلك الوقت يعتقدون أن المسيحية لعبت دوراً رئيسياً في غرس القيم الأخلاقيَّة في المجتمعات الغربية ومساعدتهم على التطور إلى دول قوية حديثة. وكان العديد من النخبة اليابانيَّة يعتقدون أن إدخال تلك الديانة سيكون فكرة جيدة لليابان أيضاً، باعتبارها وسيلة للحاق بركب الغرب. وأسس أوكوما شيغينبو (1838-1922) جامعة واسيدا المسيحيّة أيضا باعتبارها وسيلة للتربية الأخلاقية. أدت المؤسسات التعليميّة المسيحية وظيفة هامة، وتعتبر بعضها مؤسسات تعليمية مرموقة على مستوى العالم منها وجامعة صوفيا في طوكيو وجامعة دوشيشا ذات الخلفية المشيخية في كيوتو اليابانية.

## الحضور في المجتمع

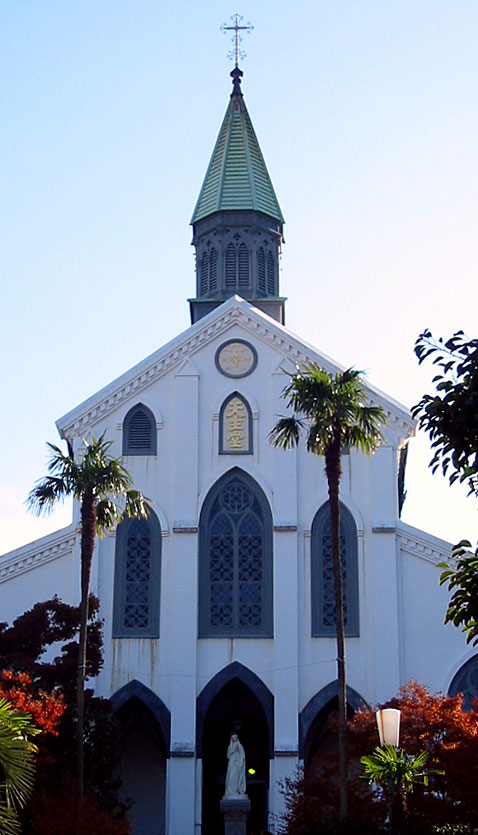
كنيسة آورا في ناكاساكي، معقل المسيحية الأول في اليابان، وتعد الكنيسة جزء من الكنوز الوطنيّة.

وفقاً لدراسة لباحثين من جامعة هاواي قال 77% من المستطلعين اليابانيين أنهم غالباً ما يُشاهدون برامج تلفازية أو أفلام عن حياة المسيحيين، وقال 23% أنهم غالباً ما يُشاهدون برامج تلفازية مسيحية، وقال 6% أنهم غالباً ما يقومون بقراءة قصص مسيحية في الكتب والمجلات. تظهر نتيجة هذه الدراسة أن اليابانيين غير المسيحيين يميلون إلى عدم المبالاة تجاه المسيحية. وبشكل عام، لديهم صورة ومواقف إيجابية تجاه المسيحية. ومع ذلك، فإن اليابانيين من غير المسيحيين لا يمتلكون ما يكفي من وسائل التواصل لمعرفة المسيحية، وبالتالي فهم لم يتطوروا إلى اهتمام تجاه المسيحية. وتشير الدراسة إلى أن الشباب اليابانيون على وجه الخصوص لديهم مشاعر إيجابية تجاه المسيحية، وتعزو ذلك بسبب تزايد تأثير الثقافة الغربية في اليابان ودور المؤسسات التعليمية المسيحية مثل المدارس والجامعات والتي يدرس فيها الكثير من اليابانيين غير المسيحيين.
عدد من المسيحيين اليابانيين برز على صعيد شرق آسيا والعالم، على صعيد الأدب هناك العديد من الأدباء المشهورين على مستوى اليابان، والذين ينتمون للطائفة المسيحية، مثل إيجي تسوبورايا وتومويوشي موراياما وأياكو سونو وتاكاشي ناغاي وتاكاكو تاكاهاشي وشوساكو إندو وميتسو ناكامورا وميتشيكو إينوكاي وهيساشي إينوي، وأياكو ميورا، وعلى صعيد العلوم والفكر هناك مُطور البرمجيات يوكيهيرو ماتسوموتو وعالم طب النفس أوتوهيكو كاغا وعالم الأحياء شيرو إيشي وكوسوكي كوياما والصحفي ايواموتو يوشيهارو والمُفكر الاقتصادي نيتوبي إينازو وعالمة السياسة ساداكو أوكاتا وعالم الموسيقى شينيتشي سوزوكي والمعماري كنزو تانغه ورائدة التمريض نيجيما ياي، وفي مجال الحقوقي هناك سين كاتاياما وتويوهيكو كاجاوا وهيديو هاتوياما وكوتارو تاناكا، وفي مجال التربية والتعليم هناك كاواي ميتشي وتسودا أوميكو وكاواي ميتشي، وفي مجال الرياضة برز مايكل ناكامورا وأليكس راميريز وميوا ساتو وغيرهم. أما في مجل الفن كان هناك توشيرو ميفوني ونوبوهيكو أوكاموتو ومينا وميغومي هاياشيبارا وموموكو كوتشي وكاري-هيرويوكي تاغاوا وغيرهم.
وفي مجال السياسة هناك إيتشيرو هاتوياما وماسايوشي أوهيرا ويوسوكه ماتسوكا ويوشيدا شيغه-رو. ومن الساموراي المسيحيين برز أماكوسا شيرو واكاشي تاكينوري وتاكاشي هارا وتارو أسو وتتسو كاتاياما وميتسودو فوتشيدا وماساهيكو يامادا وهاسيكورا تسونيناغا وكوريكيو تاكاهاشي وناكامورا ماساناو وساداكازو تانيغاكي وغيرهم. أما على الصعيد الاقتصادي سطع نجم عدد من المسيحيين اليابانيين في مجال ريادة الأعمال مثل آساكو هيروكا ونوزومو ماتسوموتو ويوتاكا كاتاياما وتاداشي ياماموتو وغيرهم. وضمت العائلة المالكة اليابانية على بعض الأفراد المسيحيين مثل ياسوهيكو أساكا وتوموهيتو أميرة ميكاسا وميتشيكو قرينة الإمبراطور أكيهيتو.

### رئاسة الوزراء

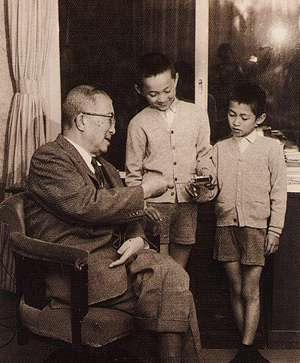
رئيس الوزراء السابق إيتشيرو هاتوياما مع حفيديه، يوكيو وكونيو، وتُعد أسرة هاتوياما من الأسر المسيحيّة السياسيّة العريقة في اليابان.

ترأس ثمانية مسيحيين منصب رئيس وزراء اليابان مما يعكس تأثيرهم على المجتمع. وهم:
- تاكاشي هارا: شغل منصب رئيس الوزراء الياباني بين 29 سبتمبر 1918 إلى 4 نوفمبر 1921، وهو كاثوليكي المذهب.
- يوشيدا شيغه-رو: شغل منصب رئيس وزراء اليابان في الفترة بين 1946 - 1947 وللمرة الثانية بين 1948 - 1954، وهو كاثوليكي المذهب.
- تارو أسو: شغل منصب رئيس وزراء اليابان الثاني والتسعون، في الفترة بين 24 سبتمبر 2008 وحتى سبتمبر 2009، وهو كاثوليكي المذهب.[71]
- كوريكيو تاكاهاشي: (بروتستانتي) شغل منصب رئيس الوزراء الياباني العشرون بين 13 نوفمبر 1921 إلى 12 يونيو 1922، كان خبير في مواضيع السياسة المالية، وهو بروتستانتي المذهب.
- تتسو كاتاياما: شغل منصب رئيس الوزراء الياباني السادس والأربعين، وهو بروتستانتي المذهب.[72]
- إيتشيرو هاتوياما: شغل منصب رئيس الوزراء الياباني لثلاث مرات، وهو بروتستانتي المذهب.[73]
- ماسايوشي أوهيرا: شغل منصب رئيس الوزراء الياباني التاسع والستين، وهو بروتستانتي المذهب.
- يوكيو هاتوياما: رئيس وزراء اليابان في سبتمبر 2009 بعد فوز حزبه في الانتخابات العامة التي عقدت في 30 أغسطس 2009، وهو بروتستانتي المذهب.

### التربية والتعليم
شهدت المسيحية في فترة ميجي ظهور مربين رئيسيين عديدين اعتنقوا الدين المسيحي على النحو التالي:
- كانزو اوشيمورا (باليابانيَّة: 内 村 鉴 三): مرّبي بروتستانتي (1861-1930)، ومدير أول مدرسة عليا في اليابان.
- جوزيف هاردي (باليابانيَّة: 新 岛 襄): مربي بروتستانتي (1843-1890) ومؤسس جامعة دوشيشا.
- نيتوبي نيتوبي (باليابانيَّة: 新 渡 戸 稲 造): بروتستانتية ومؤسسة جامعة طوكيو للمرأة المسيحية (1862-1933).

## معرض الصور

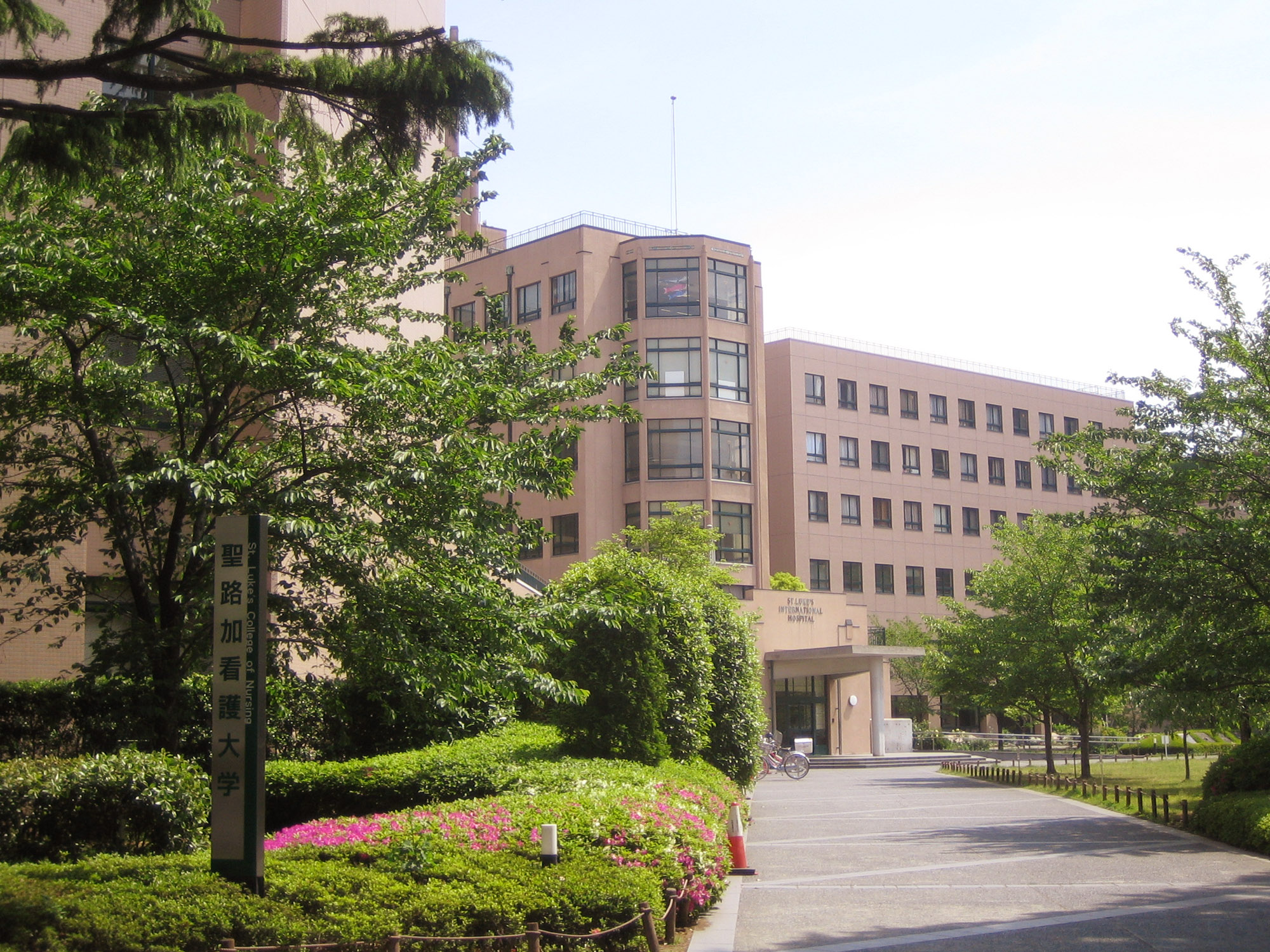
جامعة القديس لوقا في طوكيو
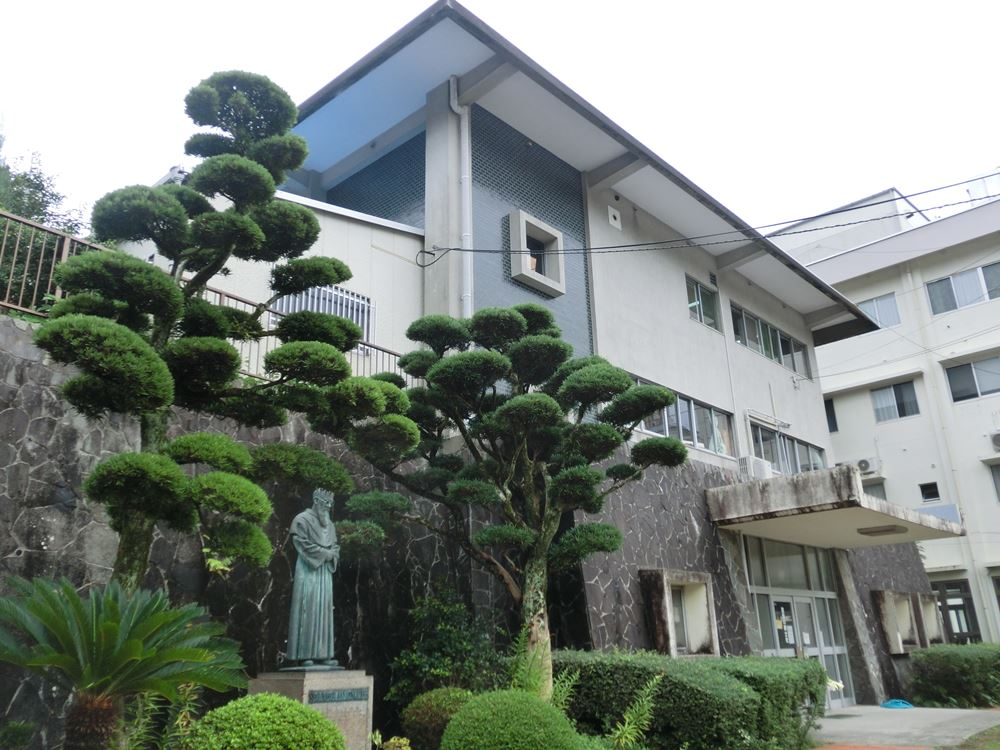
مجمع سكني تابع للكنيسة الكاثوليكية في ناغاساكي
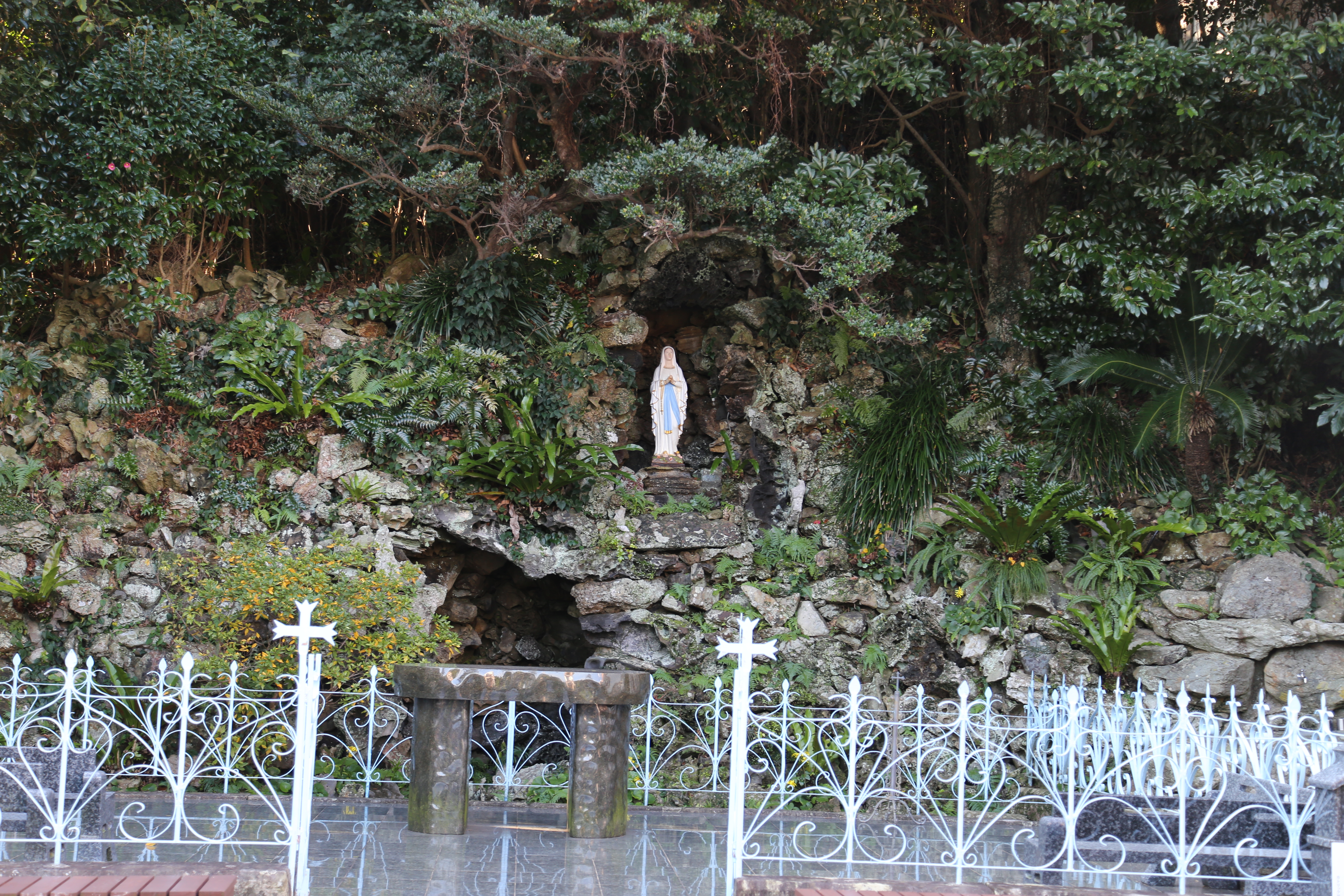
مزار مريم العذراء في جزر جوتو
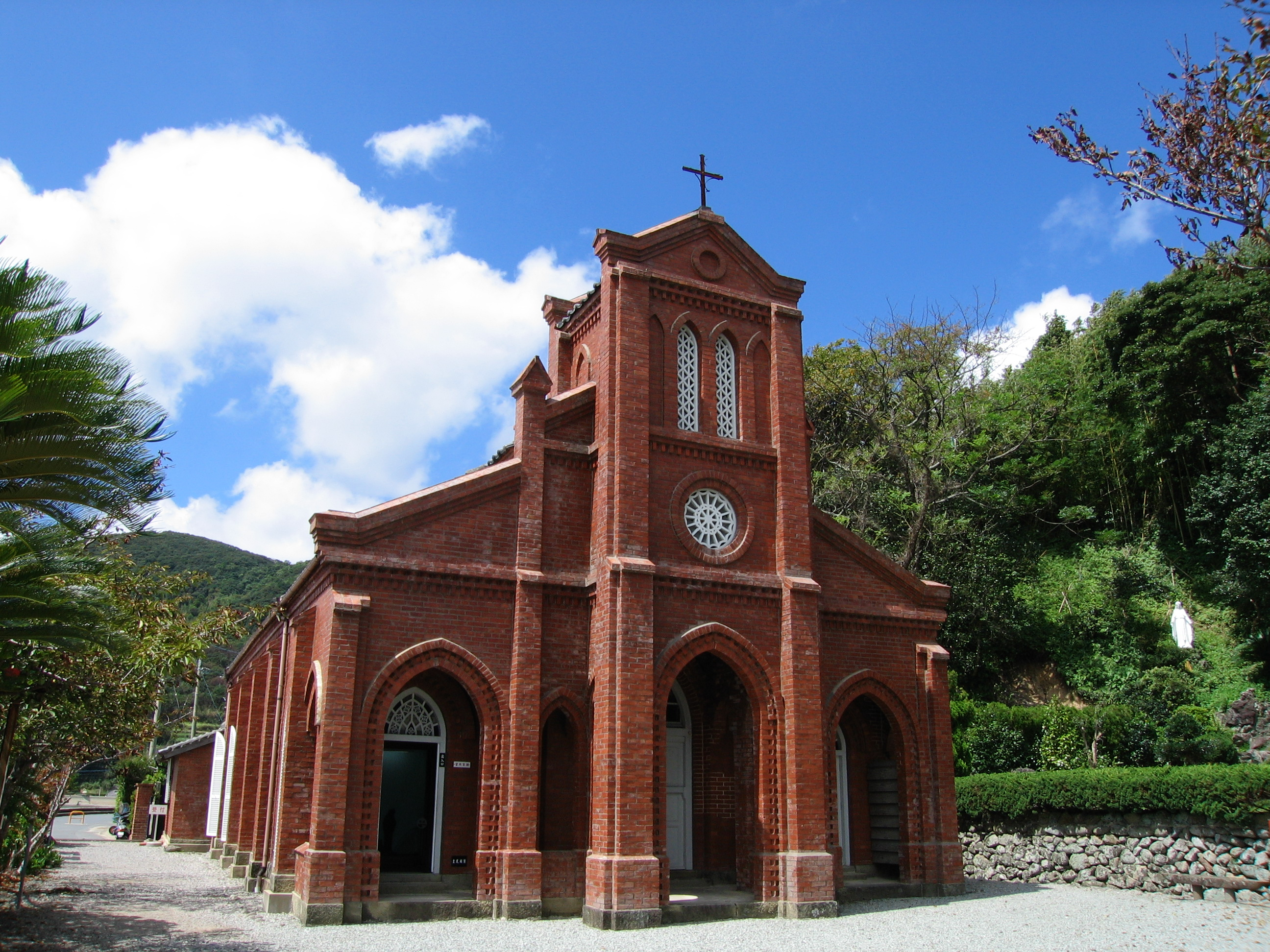
أحد كنائس الكاكوري كيريشتيان الباقية في جزر جوتو
مسلسل الأنمي الياباني المنزل الطائر
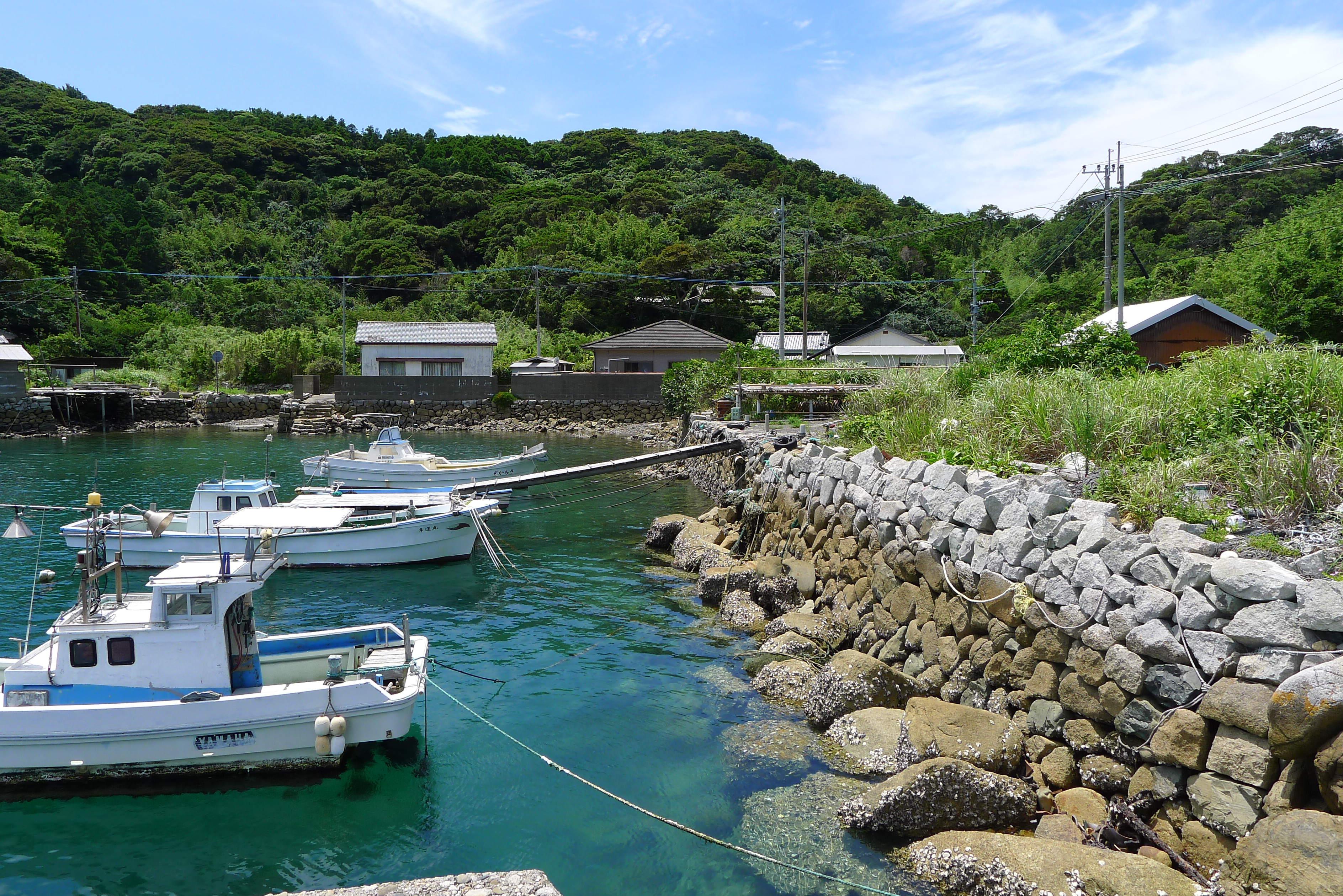
قرية جزيرة هيساكا بمحافظة ناغازاكي، وهي من قرى الكاكوري كيريشتيان التاريخيَّة
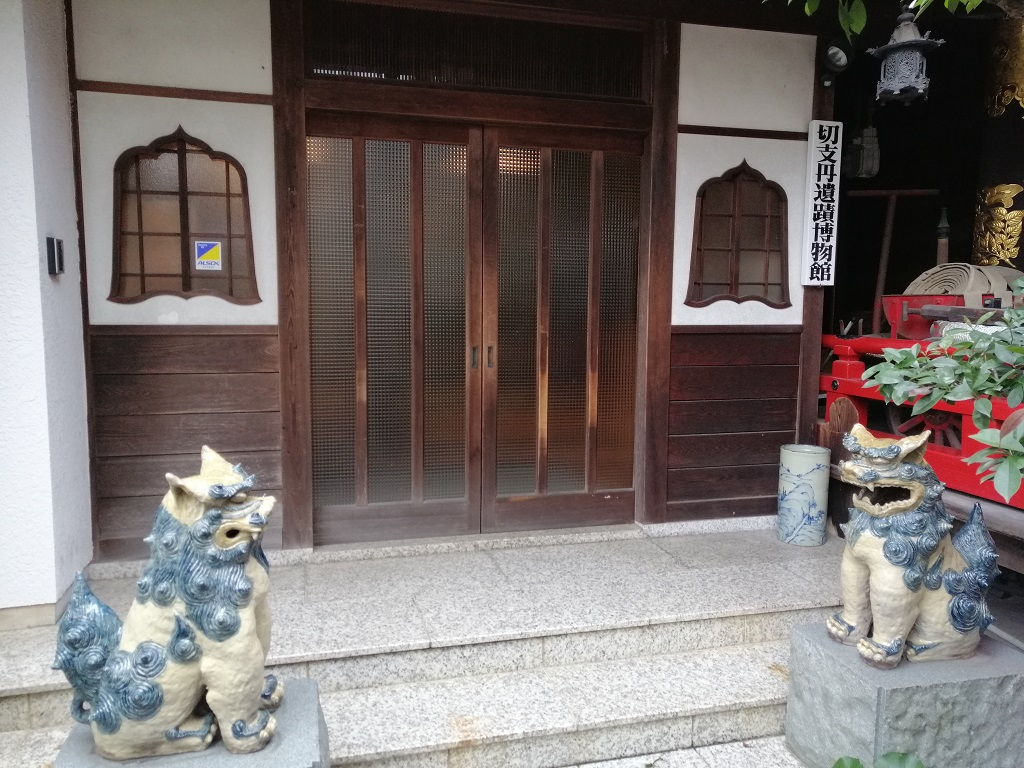
المتحف المسيحي في ناغويا
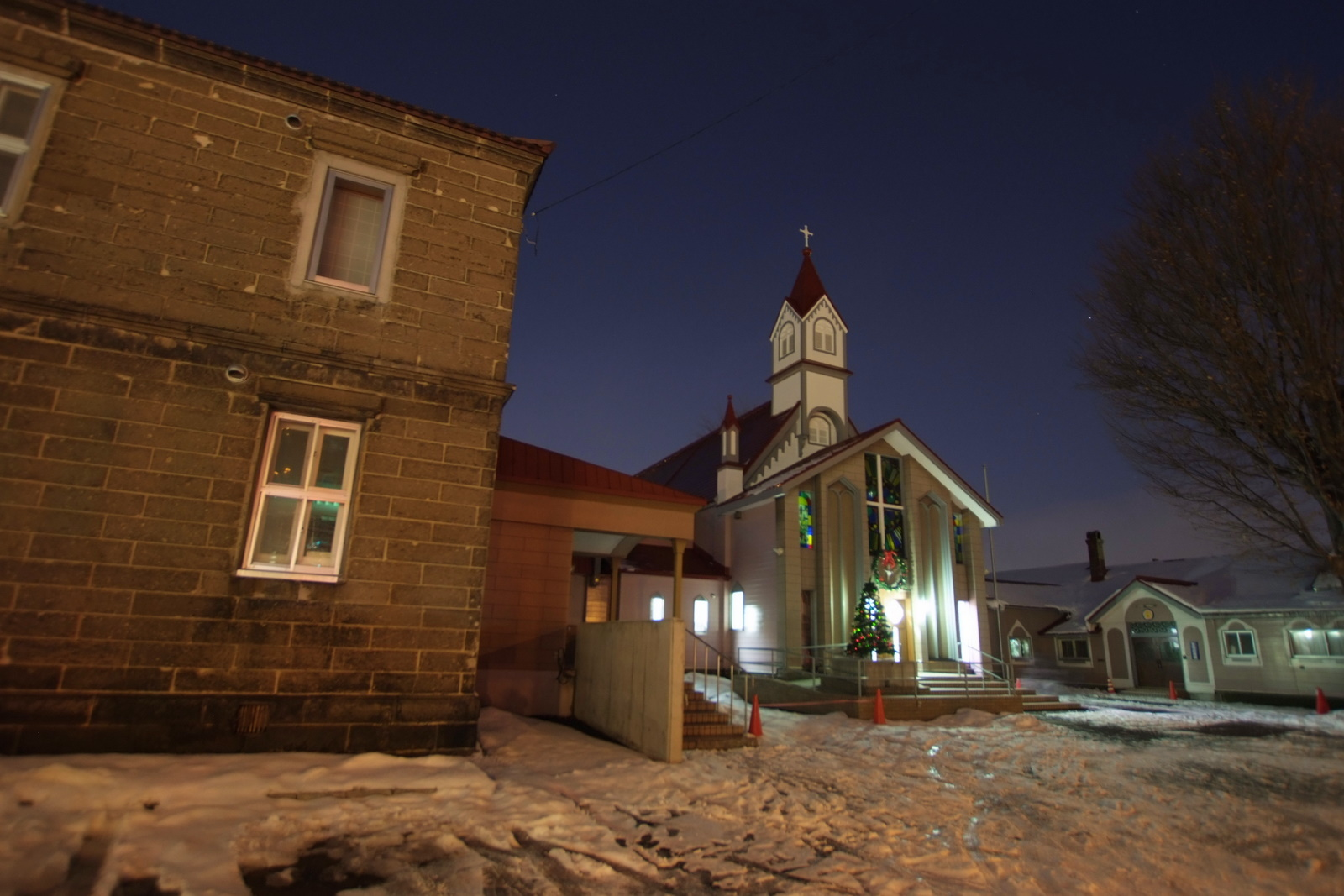
كنيسة في سابورو
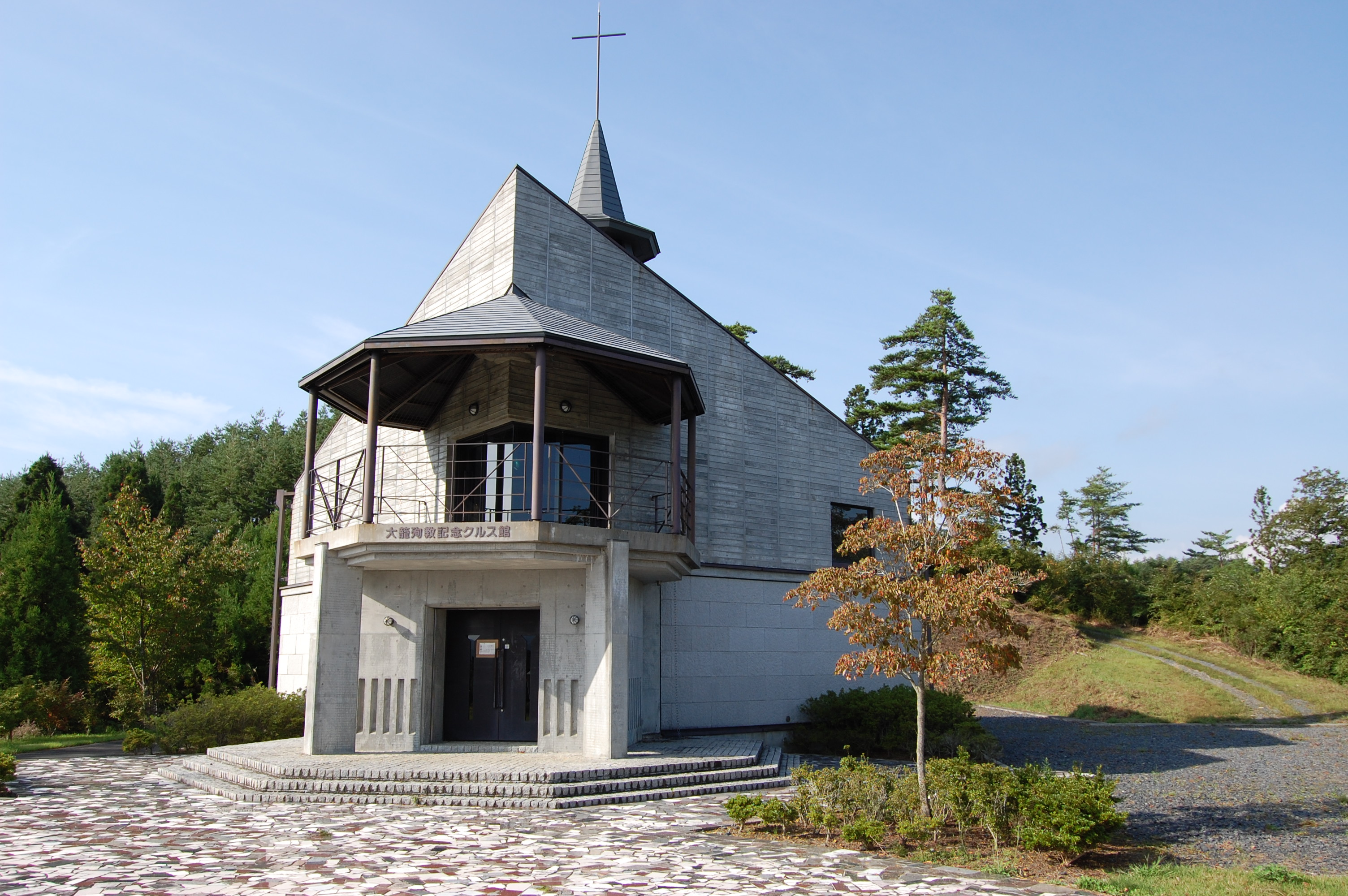
متحف الكاكوري كيريشتيان التذكاري الباقية في محافظة إيواته
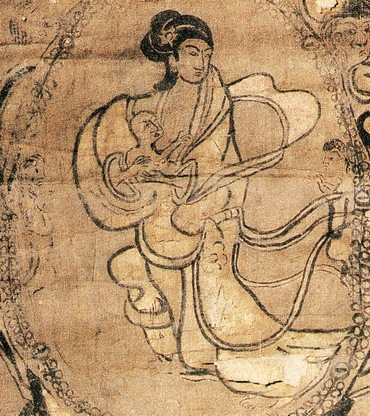
تصوير ياباني لمريم العذراء ويسوع الطفل من القرن التاسع عشر

## مواقع خارجية
- History of the Japanese Catholic Church by the Daughters of St. Paul convent; Tokyo, Japan
- Christianity is popular in Japan today, Orthodox Portal
- Japanese Living Bible
- Japanese Bible Society
- Christian Churches in Japan
- 2008 Beatification of Japanese Martyrs.